# Diana DeGarmo
Diana DeGarmo, née le 16 juin 1987 à Birmingham, en Alabama, aux États-Unis, est une chanteuse américaine, finaliste de la troisième saison du télécrochet American Idol. Elle a interprété le rôle d'Angelina Veneziano, dans le soap opéra Les Feux de l'amour de 2011 à 2012.

## Performances lors d'American Idol
| Semaine # | Semaine # | Semaine # | Semaine # | Semaine # | Semaine # | Semaine # | Semaine # | Semaine # | Semaine # | Semaine # | Semaine # | Semaine # | Semaine # | Semaine # | Semaine # | Semaine # | Semaine # | Semaine # | Semaine # | Semaine # | Semaine # | Semaine # | Semaine # | Semaine # | Semaine # | Semaine # | Semaine # | Semaine # | Semaine # | Semaine # | Semaine # | Semaine # | Semaine # | Semaine # | Semaine # | Semaine # | Semaine # | Semaine # | Semaine # | Semaine # | Semaine # | Semaine # | Semaine # | Semaine # | Semaine # | Semaine # | Semaine # | Semaine # | Semaine # | Semaine # | Semaine # | Semaine # | Semaine # | Semaine # | Semaine # | Semaine # | Semaine # | Semaine # | Semaine # | Semaine # | Semaine # | Semaine # | Semaine # | Semaine # | Semaine # | Semaine # | Semaine # | Semaine # | Semaine # | Semaine # | Semaine # | Semaine # | Semaine # | Semaine # | Semaine # | Semaine # | Semaine # | Semaine # | Semaine # | Semaine # | Semaine # | Semaine # | Semaine # | Semaine # | Semaine # | Semaine # | Semaine # | Semaine # | Semaine # | Semaine # | Semaine # | Semaine # | Semaine # | Semaine # | Semaine # | Semaine # | Semaine # | Semaine # | Semaine # | Chanson                                                                      | Chanson                                                                      | Chanson                                                                      | Chanson                                                                      | Chanson                                                                      | Chanson                                                                      | Chanson                                                                      | Chanson                                                                      | Chanson                                                                      | Chanson                                                                      | Chanson                                                                      | Chanson                                                                      | Chanson                                                                      | Chanson                                                                      | Chanson                                                                      | Chanson                                                                      | Chanson                                                                      | Chanson                                                                      | Chanson                                                                      | Chanson                                                                      | Chanson                                                                      | Chanson                                                                      | Chanson                                                                      | Chanson                                                                      | Chanson                                                                      | Chanson                                                                      | Chanson                                                                      | Chanson                                                                      | Chanson                                                                      | Chanson                                                                      | Chanson                                                                      | Chanson                                                                      | Chanson                                                                      | Chanson                                                                      | Chanson                                                                      | Chanson                                                                      | Chanson                                                                      | Chanson                                                                      | Chanson                                                                      | Chanson                                                                      | Chanson                                                                      | Chanson                                                                      | Chanson                                                                      | Chanson                                                                      | Chanson                                                                      | Chanson                                                                      | Chanson                                                                      | Chanson                                                                      | Chanson                                                                      | Chanson                                                                      | Chanson                                                                      | Chanson                                                                      | Chanson                                                                      | Chanson                                                                      | Chanson                                                                      | Chanson                                                                      | Chanson                                                                      | Chanson                                                                      | Chanson                                                                      | Chanson                                                                      | Chanson                                                                      | Chanson                                                                      | Chanson                                                                      | Chanson                                                                      | Chanson                                                                      | Chanson                                                                      | Chanson                                                                      | Chanson                                                                      | Chanson                                                                      | Chanson                                                                      | Chanson                                                                      | Chanson                                                                      | Chanson                                                                      | Chanson                                                                      | Chanson                                                                      | Chanson                                                                      | Chanson                                                                      | Chanson                                                                      | Chanson                                                                      | Chanson                                                                      | Chanson                                                                      | Chanson                                                                      | Chanson                                                                      | Chanson                                                                      | Chanson                                                                      | Chanson                                                                      | Chanson                                                                      | Chanson                                                                      | Chanson                                                                      | Chanson                                                                      | Chanson                                                                      | Chanson                                                                      | Chanson                                                                      | Chanson                                                                      | Chanson                                                                      | Chanson                                                                      | Chanson                                                                      | Chanson                                                                      | Chanson                                                                      | Chanson                                                                      | Artiste                                                                    | Artiste                                                                    | Artiste                                                                    | Artiste                                                                    | Artiste                                                                    | Artiste                                                                    | Artiste                                                                    | Artiste                                                                    | Artiste                                                                    | Artiste                                                                    | Artiste                                                                    | Artiste                                                                    | Artiste                                                                    | Artiste                                                                    | Artiste                                                                    | Artiste                                                                    | Artiste                                                                    | Artiste                                                                    | Artiste                                                                    | Artiste                                                                    | Artiste                                                                    | Artiste                                                                    | Artiste                                                                    | Artiste                                                                    | Artiste                                                                    | Artiste                                                                    | Artiste                                                                    | Artiste                                                                    | Artiste                                                                    | Artiste                                                                    | Artiste                                                                    | Artiste                                                                    | Artiste                                                                    | Artiste                                                                    | Artiste                                                                    | Artiste                                                                    | Artiste                                                                    | Artiste                                                                    | Artiste                                                                    | Artiste                                                                    | Artiste                                                                    | Artiste                                                                    | Artiste                                                                    | Artiste                                                                    | Artiste                                                                    | Artiste                                                                    | Artiste                                                                    | Artiste                                                                    | Artiste                                                                    | Artiste                                                                    | Artiste                                                                    | Artiste                                                                    | Artiste                                                                    | Artiste                                                                    | Artiste                                                                    | Artiste                                                                    | Artiste                                                                    | Artiste                                                                    | Artiste                                                                    | Artiste                                                                    | Artiste                                                                    | Artiste                                                                    | Artiste                                                                    | Artiste                                                                    | Artiste                                                                    | Artiste                                                                    | Artiste                                                                    | Artiste                                                                    | Artiste                                                                    | Artiste                                                                    | Artiste                                                                    | Artiste                                                                    | Artiste                                                                    | Artiste                                                                    | Artiste                                                                    | Artiste                                                                    | Artiste                                                                    | Artiste                                                                    | Artiste                                                                    | Artiste                                                                    | Artiste                                                                    | Artiste                                                                    | Artiste                                                                    | Artiste                                                                    | Artiste                                                                    | Artiste                                                                    | Artiste                                                                    | Artiste                                                                    | Artiste                                                                    | Artiste                                                                    | Artiste                                                                    | Artiste                                                                    | Artiste                                                                    | Artiste                                                                    | Artiste                                                                    | Artiste                                                                    | Artiste                                                                    | Artiste                                                                    | Artiste                                                                    | Artiste                                                                    | Résultat  | Résultat  | Résultat  | Résultat  | Résultat  | Résultat  | Résultat  | Résultat  | Résultat  | Résultat  | Résultat  | Résultat  | Résultat  | Résultat  | Résultat  | Résultat  | Résultat  | Résultat  | Résultat  | Résultat  | Résultat  | Résultat  | Résultat  | Résultat  | Résultat  | Résultat  | Résultat  | Résultat  | Résultat  | Résultat  | Résultat  | Résultat  | Résultat  | Résultat  | Résultat  | Résultat  | Résultat  | Résultat  | Résultat  | Résultat  | Résultat  | Résultat  | Résultat  | Résultat  | Résultat  | Résultat  | Résultat  | Résultat  | Résultat  | Résultat  | Résultat  | Résultat  | Résultat  | Résultat  | Résultat  | Résultat  | Résultat  | Résultat  | Résultat  | Résultat  | Résultat  | Résultat  | Résultat  | Résultat  | Résultat  | Résultat  | Résultat  | Résultat  | Résultat  | Résultat  | Résultat  | Résultat  | Résultat  | Résultat  | Résultat  | Résultat  | Résultat  | Résultat  | Résultat  | Résultat  | Résultat  | Résultat  | Résultat  | Résultat  | Résultat  | Résultat  | Résultat  | Résultat  | Résultat  | Résultat  | Résultat  | Résultat  | Résultat  | Résultat  | Résultat  | Résultat  | Résultat  | Résultat  | Résultat  | Résultat  |
| Top 32    | Top 32    | Top 32    | Top 32    | Top 32    | Top 32    | Top 32    | Top 32    | Top 32    | Top 32    | Top 32    | Top 32    | Top 32    | Top 32    | Top 32    | Top 32    | Top 32    | Top 32    | Top 32    | Top 32    | Top 32    | Top 32    | Top 32    | Top 32    | Top 32    | Top 32    | Top 32    | Top 32    | Top 32    | Top 32    | Top 32    | Top 32    | Top 32    | Top 32    | Top 32    | Top 32    | Top 32    | Top 32    | Top 32    | Top 32    | Top 32    | Top 32    | Top 32    | Top 32    | Top 32    | Top 32    | Top 32    | Top 32    | Top 32    | Top 32    | Top 32    | Top 32    | Top 32    | Top 32    | Top 32    | Top 32    | Top 32    | Top 32    | Top 32    | Top 32    | Top 32    | Top 32    | Top 32    | Top 32    | Top 32    | Top 32    | Top 32    | Top 32    | Top 32    | Top 32    | Top 32    | Top 32    | Top 32    | Top 32    | Top 32    | Top 32    | Top 32    | Top 32    | Top 32    | Top 32    | Top 32    | Top 32    | Top 32    | Top 32    | Top 32    | Top 32    | Top 32    | Top 32    | Top 32    | Top 32    | Top 32    | Top 32    | Top 32    | Top 32    | Top 32    | Top 32    | Top 32    | Top 32    | Top 32    | Top 32    | "I've Got the Music in Me"                                                   | "I've Got the Music in Me"                                                   | "I've Got the Music in Me"                                                   | "I've Got the Music in Me"                                                   | "I've Got the Music in Me"                                                   | "I've Got the Music in Me"                                                   | "I've Got the Music in Me"                                                   | "I've Got the Music in Me"                                                   | "I've Got the Music in Me"                                                   | "I've Got the Music in Me"                                                   | "I've Got the Music in Me"                                                   | "I've Got the Music in Me"                                                   | "I've Got the Music in Me"                                                   | "I've Got the Music in Me"                                                   | "I've Got the Music in Me"                                                   | "I've Got the Music in Me"                                                   | "I've Got the Music in Me"                                                   | "I've Got the Music in Me"                                                   | "I've Got the Music in Me"                                                   | "I've Got the Music in Me"                                                   | "I've Got the Music in Me"                                                   | "I've Got the Music in Me"                                                   | "I've Got the Music in Me"                                                   | "I've Got the Music in Me"                                                   | "I've Got the Music in Me"                                                   | "I've Got the Music in Me"                                                   | "I've Got the Music in Me"                                                   | "I've Got the Music in Me"                                                   | "I've Got the Music in Me"                                                   | "I've Got the Music in Me"                                                   | "I've Got the Music in Me"                                                   | "I've Got the Music in Me"                                                   | "I've Got the Music in Me"                                                   | "I've Got the Music in Me"                                                   | "I've Got the Music in Me"                                                   | "I've Got the Music in Me"                                                   | "I've Got the Music in Me"                                                   | "I've Got the Music in Me"                                                   | "I've Got the Music in Me"                                                   | "I've Got the Music in Me"                                                   | "I've Got the Music in Me"                                                   | "I've Got the Music in Me"                                                   | "I've Got the Music in Me"                                                   | "I've Got the Music in Me"                                                   | "I've Got the Music in Me"                                                   | "I've Got the Music in Me"                                                   | "I've Got the Music in Me"                                                   | "I've Got the Music in Me"                                                   | "I've Got the Music in Me"                                                   | "I've Got the Music in Me"                                                   | "I've Got the Music in Me"                                                   | "I've Got the Music in Me"                                                   | "I've Got the Music in Me"                                                   | "I've Got the Music in Me"                                                   | "I've Got the Music in Me"                                                   | "I've Got the Music in Me"                                                   | "I've Got the Music in Me"                                                   | "I've Got the Music in Me"                                                   | "I've Got the Music in Me"                                                   | "I've Got the Music in Me"                                                   | "I've Got the Music in Me"                                                   | "I've Got the Music in Me"                                                   | "I've Got the Music in Me"                                                   | "I've Got the Music in Me"                                                   | "I've Got the Music in Me"                                                   | "I've Got the Music in Me"                                                   | "I've Got the Music in Me"                                                   | "I've Got the Music in Me"                                                   | "I've Got the Music in Me"                                                   | "I've Got the Music in Me"                                                   | "I've Got the Music in Me"                                                   | "I've Got the Music in Me"                                                   | "I've Got the Music in Me"                                                   | "I've Got the Music in Me"                                                   | "I've Got the Music in Me"                                                   | "I've Got the Music in Me"                                                   | "I've Got the Music in Me"                                                   | "I've Got the Music in Me"                                                   | "I've Got the Music in Me"                                                   | "I've Got the Music in Me"                                                   | "I've Got the Music in Me"                                                   | "I've Got the Music in Me"                                                   | "I've Got the Music in Me"                                                   | "I've Got the Music in Me"                                                   | "I've Got the Music in Me"                                                   | "I've Got the Music in Me"                                                   | "I've Got the Music in Me"                                                   | "I've Got the Music in Me"                                                   | "I've Got the Music in Me"                                                   | "I've Got the Music in Me"                                                   | "I've Got the Music in Me"                                                   | "I've Got the Music in Me"                                                   | "I've Got the Music in Me"                                                   | "I've Got the Music in Me"                                                   | "I've Got the Music in Me"                                                   | "I've Got the Music in Me"                                                   | "I've Got the Music in Me"                                                   | "I've Got the Music in Me"                                                   | "I've Got the Music in Me"                                                   | "I've Got the Music in Me"                                                   | Kiki Dee                                                                   | Kiki Dee                                                                   | Kiki Dee                                                                   | Kiki Dee                                                                   | Kiki Dee                                                                   | Kiki Dee                                                                   | Kiki Dee                                                                   | Kiki Dee                                                                   | Kiki Dee                                                                   | Kiki Dee                                                                   | Kiki Dee                                                                   | Kiki Dee                                                                   | Kiki Dee                                                                   | Kiki Dee                                                                   | Kiki Dee                                                                   | Kiki Dee                                                                   | Kiki Dee                                                                   | Kiki Dee                                                                   | Kiki Dee                                                                   | Kiki Dee                                                                   | Kiki Dee                                                                   | Kiki Dee                                                                   | Kiki Dee                                                                   | Kiki Dee                                                                   | Kiki Dee                                                                   | Kiki Dee                                                                   | Kiki Dee                                                                   | Kiki Dee                                                                   | Kiki Dee                                                                   | Kiki Dee                                                                   | Kiki Dee                                                                   | Kiki Dee                                                                   | Kiki Dee                                                                   | Kiki Dee                                                                   | Kiki Dee                                                                   | Kiki Dee                                                                   | Kiki Dee                                                                   | Kiki Dee                                                                   | Kiki Dee                                                                   | Kiki Dee                                                                   | Kiki Dee                                                                   | Kiki Dee                                                                   | Kiki Dee                                                                   | Kiki Dee                                                                   | Kiki Dee                                                                   | Kiki Dee                                                                   | Kiki Dee                                                                   | Kiki Dee                                                                   | Kiki Dee                                                                   | Kiki Dee                                                                   | Kiki Dee                                                                   | Kiki Dee                                                                   | Kiki Dee                                                                   | Kiki Dee                                                                   | Kiki Dee                                                                   | Kiki Dee                                                                   | Kiki Dee                                                                   | Kiki Dee                                                                   | Kiki Dee                                                                   | Kiki Dee                                                                   | Kiki Dee                                                                   | Kiki Dee                                                                   | Kiki Dee                                                                   | Kiki Dee                                                                   | Kiki Dee                                                                   | Kiki Dee                                                                   | Kiki Dee                                                                   | Kiki Dee                                                                   | Kiki Dee                                                                   | Kiki Dee                                                                   | Kiki Dee                                                                   | Kiki Dee                                                                   | Kiki Dee                                                                   | Kiki Dee                                                                   | Kiki Dee                                                                   | Kiki Dee                                                                   | Kiki Dee                                                                   | Kiki Dee                                                                   | Kiki Dee                                                                   | Kiki Dee                                                                   | Kiki Dee                                                                   | Kiki Dee                                                                   | Kiki Dee                                                                   | Kiki Dee                                                                   | Kiki Dee                                                                   | Kiki Dee                                                                   | Kiki Dee                                                                   | Kiki Dee                                                                   | Kiki Dee                                                                   | Kiki Dee                                                                   | Kiki Dee                                                                   | Kiki Dee                                                                   | Kiki Dee                                                                   | Kiki Dee                                                                   | Kiki Dee                                                                   | Kiki Dee                                                                   | Kiki Dee                                                                   | Kiki Dee                                                                   | Kiki Dee                                                                   | Kiki Dee                                                                   | Advanced  | Advanced  | Advanced  | Advanced  | Advanced  | Advanced  | Advanced  | Advanced  | Advanced  | Advanced  | Advanced  | Advanced  | Advanced  | Advanced  | Advanced  | Advanced  | Advanced  | Advanced  | Advanced  | Advanced  | Advanced  | Advanced  | Advanced  | Advanced  | Advanced  | Advanced  | Advanced  | Advanced  | Advanced  | Advanced  | Advanced  | Advanced  | Advanced  | Advanced  | Advanced  | Advanced  | Advanced  | Advanced  | Advanced  | Advanced  | Advanced  | Advanced  | Advanced  | Advanced  | Advanced  | Advanced  | Advanced  | Advanced  | Advanced  | Advanced  | Advanced  | Advanced  | Advanced  | Advanced  | Advanced  | Advanced  | Advanced  | Advanced  | Advanced  | Advanced  | Advanced  | Advanced  | Advanced  | Advanced  | Advanced  | Advanced  | Advanced  | Advanced  | Advanced  | Advanced  | Advanced  | Advanced  | Advanced  | Advanced  | Advanced  | Advanced  | Advanced  | Advanced  | Advanced  | Advanced  | Advanced  | Advanced  | Advanced  | Advanced  | Advanced  | Advanced  | Advanced  | Advanced  | Advanced  | Advanced  | Advanced  | Advanced  | Advanced  | Advanced  | Advanced  | Advanced  | Advanced  | Advanced  | Advanced  | Advanced  |
| Top 12    | Top 12    | Top 12    | Top 12    | Top 12    | Top 12    | Top 12    | Top 12    | Top 12    | Top 12    | Top 12    | Top 12    | Top 12    | Top 12    | Top 12    | Top 12    | Top 12    | Top 12    | Top 12    | Top 12    | Top 12    | Top 12    | Top 12    | Top 12    | Top 12    | Top 12    | Top 12    | Top 12    | Top 12    | Top 12    | Top 12    | Top 12    | Top 12    | Top 12    | Top 12    | Top 12    | Top 12    | Top 12    | Top 12    | Top 12    | Top 12    | Top 12    | Top 12    | Top 12    | Top 12    | Top 12    | Top 12    | Top 12    | Top 12    | Top 12    | Top 12    | Top 12    | Top 12    | Top 12    | Top 12    | Top 12    | Top 12    | Top 12    | Top 12    | Top 12    | Top 12    | Top 12    | Top 12    | Top 12    | Top 12    | Top 12    | Top 12    | Top 12    | Top 12    | Top 12    | Top 12    | Top 12    | Top 12    | Top 12    | Top 12    | Top 12    | Top 12    | Top 12    | Top 12    | Top 12    | Top 12    | Top 12    | Top 12    | Top 12    | Top 12    | Top 12    | Top 12    | Top 12    | Top 12    | Top 12    | Top 12    | Top 12    | Top 12    | Top 12    | Top 12    | Top 12    | Top 12    | Top 12    | Top 12    | Top 12    | "Think"                                                                      | "Think"                                                                      | "Think"                                                                      | "Think"                                                                      | "Think"                                                                      | "Think"                                                                      | "Think"                                                                      | "Think"                                                                      | "Think"                                                                      | "Think"                                                                      | "Think"                                                                      | "Think"                                                                      | "Think"                                                                      | "Think"                                                                      | "Think"                                                                      | "Think"                                                                      | "Think"                                                                      | "Think"                                                                      | "Think"                                                                      | "Think"                                                                      | "Think"                                                                      | "Think"                                                                      | "Think"                                                                      | "Think"                                                                      | "Think"                                                                      | "Think"                                                                      | "Think"                                                                      | "Think"                                                                      | "Think"                                                                      | "Think"                                                                      | "Think"                                                                      | "Think"                                                                      | "Think"                                                                      | "Think"                                                                      | "Think"                                                                      | "Think"                                                                      | "Think"                                                                      | "Think"                                                                      | "Think"                                                                      | "Think"                                                                      | "Think"                                                                      | "Think"                                                                      | "Think"                                                                      | "Think"                                                                      | "Think"                                                                      | "Think"                                                                      | "Think"                                                                      | "Think"                                                                      | "Think"                                                                      | "Think"                                                                      | "Think"                                                                      | "Think"                                                                      | "Think"                                                                      | "Think"                                                                      | "Think"                                                                      | "Think"                                                                      | "Think"                                                                      | "Think"                                                                      | "Think"                                                                      | "Think"                                                                      | "Think"                                                                      | "Think"                                                                      | "Think"                                                                      | "Think"                                                                      | "Think"                                                                      | "Think"                                                                      | "Think"                                                                      | "Think"                                                                      | "Think"                                                                      | "Think"                                                                      | "Think"                                                                      | "Think"                                                                      | "Think"                                                                      | "Think"                                                                      | "Think"                                                                      | "Think"                                                                      | "Think"                                                                      | "Think"                                                                      | "Think"                                                                      | "Think"                                                                      | "Think"                                                                      | "Think"                                                                      | "Think"                                                                      | "Think"                                                                      | "Think"                                                                      | "Think"                                                                      | "Think"                                                                      | "Think"                                                                      | "Think"                                                                      | "Think"                                                                      | "Think"                                                                      | "Think"                                                                      | "Think"                                                                      | "Think"                                                                      | "Think"                                                                      | "Think"                                                                      | "Think"                                                                      | "Think"                                                                      | "Think"                                                                      | "Think"                                                                      | Aretha Franklin                                                            | Aretha Franklin                                                            | Aretha Franklin                                                            | Aretha Franklin                                                            | Aretha Franklin                                                            | Aretha Franklin                                                            | Aretha Franklin                                                            | Aretha Franklin                                                            | Aretha Franklin                                                            | Aretha Franklin                                                            | Aretha Franklin                                                            | Aretha Franklin                                                            | Aretha Franklin                                                            | Aretha Franklin                                                            | Aretha Franklin                                                            | Aretha Franklin                                                            | Aretha Franklin                                                            | Aretha Franklin                                                            | Aretha Franklin                                                            | Aretha Franklin                                                            | Aretha Franklin                                                            | Aretha Franklin                                                            | Aretha Franklin                                                            | Aretha Franklin                                                            | Aretha Franklin                                                            | Aretha Franklin                                                            | Aretha Franklin                                                            | Aretha Franklin                                                            | Aretha Franklin                                                            | Aretha Franklin                                                            | Aretha Franklin                                                            | Aretha Franklin                                                            | Aretha Franklin                                                            | Aretha Franklin                                                            | Aretha Franklin                                                            | Aretha Franklin                                                            | Aretha Franklin                                                            | Aretha Franklin                                                            | Aretha Franklin                                                            | Aretha Franklin                                                            | Aretha Franklin                                                            | Aretha Franklin                                                            | Aretha Franklin                                                            | Aretha Franklin                                                            | Aretha Franklin                                                            | Aretha Franklin                                                            | Aretha Franklin                                                            | Aretha Franklin                                                            | Aretha Franklin                                                            | Aretha Franklin                                                            | Aretha Franklin                                                            | Aretha Franklin                                                            | Aretha Franklin                                                            | Aretha Franklin                                                            | Aretha Franklin                                                            | Aretha Franklin                                                            | Aretha Franklin                                                            | Aretha Franklin                                                            | Aretha Franklin                                                            | Aretha Franklin                                                            | Aretha Franklin                                                            | Aretha Franklin                                                            | Aretha Franklin                                                            | Aretha Franklin                                                            | Aretha Franklin                                                            | Aretha Franklin                                                            | Aretha Franklin                                                            | Aretha Franklin                                                            | Aretha Franklin                                                            | Aretha Franklin                                                            | Aretha Franklin                                                            | Aretha Franklin                                                            | Aretha Franklin                                                            | Aretha Franklin                                                            | Aretha Franklin                                                            | Aretha Franklin                                                            | Aretha Franklin                                                            | Aretha Franklin                                                            | Aretha Franklin                                                            | Aretha Franklin                                                            | Aretha Franklin                                                            | Aretha Franklin                                                            | Aretha Franklin                                                            | Aretha Franklin                                                            | Aretha Franklin                                                            | Aretha Franklin                                                            | Aretha Franklin                                                            | Aretha Franklin                                                            | Aretha Franklin                                                            | Aretha Franklin                                                            | Aretha Franklin                                                            | Aretha Franklin                                                            | Aretha Franklin                                                            | Aretha Franklin                                                            | Aretha Franklin                                                            | Aretha Franklin                                                            | Aretha Franklin                                                            | Aretha Franklin                                                            | Aretha Franklin                                                            | Aretha Franklin                                                            | Safe      | Safe      | Safe      | Safe      | Safe      | Safe      | Safe      | Safe      | Safe      | Safe      | Safe      | Safe      | Safe      | Safe      | Safe      | Safe      | Safe      | Safe      | Safe      | Safe      | Safe      | Safe      | Safe      | Safe      | Safe      | Safe      | Safe      | Safe      | Safe      | Safe      | Safe      | Safe      | Safe      | Safe      | Safe      | Safe      | Safe      | Safe      | Safe      | Safe      | Safe      | Safe      | Safe      | Safe      | Safe      | Safe      | Safe      | Safe      | Safe      | Safe      | Safe      | Safe      | Safe      | Safe      | Safe      | Safe      | Safe      | Safe      | Safe      | Safe      | Safe      | Safe      | Safe      | Safe      | Safe      | Safe      | Safe      | Safe      | Safe      | Safe      | Safe      | Safe      | Safe      | Safe      | Safe      | Safe      | Safe      | Safe      | Safe      | Safe      | Safe      | Safe      | Safe      | Safe      | Safe      | Safe      | Safe      | Safe      | Safe      | Safe      | Safe      | Safe      | Safe      | Safe      | Safe      | Safe      | Safe      | Safe      | Safe      | Safe      |
| Top 11    | Top 11    | Top 11    | Top 11    | Top 11    | Top 11    | Top 11    | Top 11    | Top 11    | Top 11    | Top 11    | Top 11    | Top 11    | Top 11    | Top 11    | Top 11    | Top 11    | Top 11    | Top 11    | Top 11    | Top 11    | Top 11    | Top 11    | Top 11    | Top 11    | Top 11    | Top 11    | Top 11    | Top 11    | Top 11    | Top 11    | Top 11    | Top 11    | Top 11    | Top 11    | Top 11    | Top 11    | Top 11    | Top 11    | Top 11    | Top 11    | Top 11    | Top 11    | Top 11    | Top 11    | Top 11    | Top 11    | Top 11    | Top 11    | Top 11    | Top 11    | Top 11    | Top 11    | Top 11    | Top 11    | Top 11    | Top 11    | Top 11    | Top 11    | Top 11    | Top 11    | Top 11    | Top 11    | Top 11    | Top 11    | Top 11    | Top 11    | Top 11    | Top 11    | Top 11    | Top 11    | Top 11    | Top 11    | Top 11    | Top 11    | Top 11    | Top 11    | Top 11    | Top 11    | Top 11    | Top 11    | Top 11    | Top 11    | Top 11    | Top 11    | Top 11    | Top 11    | Top 11    | Top 11    | Top 11    | Top 11    | Top 11    | Top 11    | Top 11    | Top 11    | Top 11    | Top 11    | Top 11    | Top 11    | Top 11    | "A Broken Wing"                                                              | "A Broken Wing"                                                              | "A Broken Wing"                                                              | "A Broken Wing"                                                              | "A Broken Wing"                                                              | "A Broken Wing"                                                              | "A Broken Wing"                                                              | "A Broken Wing"                                                              | "A Broken Wing"                                                              | "A Broken Wing"                                                              | "A Broken Wing"                                                              | "A Broken Wing"                                                              | "A Broken Wing"                                                              | "A Broken Wing"                                                              | "A Broken Wing"                                                              | "A Broken Wing"                                                              | "A Broken Wing"                                                              | "A Broken Wing"                                                              | "A Broken Wing"                                                              | "A Broken Wing"                                                              | "A Broken Wing"                                                              | "A Broken Wing"                                                              | "A Broken Wing"                                                              | "A Broken Wing"                                                              | "A Broken Wing"                                                              | "A Broken Wing"                                                              | "A Broken Wing"                                                              | "A Broken Wing"                                                              | "A Broken Wing"                                                              | "A Broken Wing"                                                              | "A Broken Wing"                                                              | "A Broken Wing"                                                              | "A Broken Wing"                                                              | "A Broken Wing"                                                              | "A Broken Wing"                                                              | "A Broken Wing"                                                              | "A Broken Wing"                                                              | "A Broken Wing"                                                              | "A Broken Wing"                                                              | "A Broken Wing"                                                              | "A Broken Wing"                                                              | "A Broken Wing"                                                              | "A Broken Wing"                                                              | "A Broken Wing"                                                              | "A Broken Wing"                                                              | "A Broken Wing"                                                              | "A Broken Wing"                                                              | "A Broken Wing"                                                              | "A Broken Wing"                                                              | "A Broken Wing"                                                              | "A Broken Wing"                                                              | "A Broken Wing"                                                              | "A Broken Wing"                                                              | "A Broken Wing"                                                              | "A Broken Wing"                                                              | "A Broken Wing"                                                              | "A Broken Wing"                                                              | "A Broken Wing"                                                              | "A Broken Wing"                                                              | "A Broken Wing"                                                              | "A Broken Wing"                                                              | "A Broken Wing"                                                              | "A Broken Wing"                                                              | "A Broken Wing"                                                              | "A Broken Wing"                                                              | "A Broken Wing"                                                              | "A Broken Wing"                                                              | "A Broken Wing"                                                              | "A Broken Wing"                                                              | "A Broken Wing"                                                              | "A Broken Wing"                                                              | "A Broken Wing"                                                              | "A Broken Wing"                                                              | "A Broken Wing"                                                              | "A Broken Wing"                                                              | "A Broken Wing"                                                              | "A Broken Wing"                                                              | "A Broken Wing"                                                              | "A Broken Wing"                                                              | "A Broken Wing"                                                              | "A Broken Wing"                                                              | "A Broken Wing"                                                              | "A Broken Wing"                                                              | "A Broken Wing"                                                              | "A Broken Wing"                                                              | "A Broken Wing"                                                              | "A Broken Wing"                                                              | "A Broken Wing"                                                              | "A Broken Wing"                                                              | "A Broken Wing"                                                              | "A Broken Wing"                                                              | "A Broken Wing"                                                              | "A Broken Wing"                                                              | "A Broken Wing"                                                              | "A Broken Wing"                                                              | "A Broken Wing"                                                              | "A Broken Wing"                                                              | "A Broken Wing"                                                              | "A Broken Wing"                                                              | "A Broken Wing"                                                              | Martina McBride                                                            | Martina McBride                                                            | Martina McBride                                                            | Martina McBride                                                            | Martina McBride                                                            | Martina McBride                                                            | Martina McBride                                                            | Martina McBride                                                            | Martina McBride                                                            | Martina McBride                                                            | Martina McBride                                                            | Martina McBride                                                            | Martina McBride                                                            | Martina McBride                                                            | Martina McBride                                                            | Martina McBride                                                            | Martina McBride                                                            | Martina McBride                                                            | Martina McBride                                                            | Martina McBride                                                            | Martina McBride                                                            | Martina McBride                                                            | Martina McBride                                                            | Martina McBride                                                            | Martina McBride                                                            | Martina McBride                                                            | Martina McBride                                                            | Martina McBride                                                            | Martina McBride                                                            | Martina McBride                                                            | Martina McBride                                                            | Martina McBride                                                            | Martina McBride                                                            | Martina McBride                                                            | Martina McBride                                                            | Martina McBride                                                            | Martina McBride                                                            | Martina McBride                                                            | Martina McBride                                                            | Martina McBride                                                            | Martina McBride                                                            | Martina McBride                                                            | Martina McBride                                                            | Martina McBride                                                            | Martina McBride                                                            | Martina McBride                                                            | Martina McBride                                                            | Martina McBride                                                            | Martina McBride                                                            | Martina McBride                                                            | Martina McBride                                                            | Martina McBride                                                            | Martina McBride                                                            | Martina McBride                                                            | Martina McBride                                                            | Martina McBride                                                            | Martina McBride                                                            | Martina McBride                                                            | Martina McBride                                                            | Martina McBride                                                            | Martina McBride                                                            | Martina McBride                                                            | Martina McBride                                                            | Martina McBride                                                            | Martina McBride                                                            | Martina McBride                                                            | Martina McBride                                                            | Martina McBride                                                            | Martina McBride                                                            | Martina McBride                                                            | Martina McBride                                                            | Martina McBride                                                            | Martina McBride                                                            | Martina McBride                                                            | Martina McBride                                                            | Martina McBride                                                            | Martina McBride                                                            | Martina McBride                                                            | Martina McBride                                                            | Martina McBride                                                            | Martina McBride                                                            | Martina McBride                                                            | Martina McBride                                                            | Martina McBride                                                            | Martina McBride                                                            | Martina McBride                                                            | Martina McBride                                                            | Martina McBride                                                            | Martina McBride                                                            | Martina McBride                                                            | Martina McBride                                                            | Martina McBride                                                            | Martina McBride                                                            | Martina McBride                                                            | Martina McBride                                                            | Martina McBride                                                            | Martina McBride                                                            | Martina McBride                                                            | Martina McBride                                                            | Martina McBride                                                            | Bottom 3  | Bottom 3  | Bottom 3  | Bottom 3  | Bottom 3  | Bottom 3  | Bottom 3  | Bottom 3  | Bottom 3  | Bottom 3  | Bottom 3  | Bottom 3  | Bottom 3  | Bottom 3  | Bottom 3  | Bottom 3  | Bottom 3  | Bottom 3  | Bottom 3  | Bottom 3  | Bottom 3  | Bottom 3  | Bottom 3  | Bottom 3  | Bottom 3  | Bottom 3  | Bottom 3  | Bottom 3  | Bottom 3  | Bottom 3  | Bottom 3  | Bottom 3  | Bottom 3  | Bottom 3  | Bottom 3  | Bottom 3  | Bottom 3  | Bottom 3  | Bottom 3  | Bottom 3  | Bottom 3  | Bottom 3  | Bottom 3  | Bottom 3  | Bottom 3  | Bottom 3  | Bottom 3  | Bottom 3  | Bottom 3  | Bottom 3  | Bottom 3  | Bottom 3  | Bottom 3  | Bottom 3  | Bottom 3  | Bottom 3  | Bottom 3  | Bottom 3  | Bottom 3  | Bottom 3  | Bottom 3  | Bottom 3  | Bottom 3  | Bottom 3  | Bottom 3  | Bottom 3  | Bottom 3  | Bottom 3  | Bottom 3  | Bottom 3  | Bottom 3  | Bottom 3  | Bottom 3  | Bottom 3  | Bottom 3  | Bottom 3  | Bottom 3  | Bottom 3  | Bottom 3  | Bottom 3  | Bottom 3  | Bottom 3  | Bottom 3  | Bottom 3  | Bottom 3  | Bottom 3  | Bottom 3  | Bottom 3  | Bottom 3  | Bottom 3  | Bottom 3  | Bottom 3  | Bottom 3  | Bottom 3  | Bottom 3  | Bottom 3  | Bottom 3  | Bottom 3  | Bottom 3  | Bottom 3  |
| Top 10    | Top 10    | Top 10    | Top 10    | Top 10    | Top 10    | Top 10    | Top 10    | Top 10    | Top 10    | Top 10    | Top 10    | Top 10    | Top 10    | Top 10    | Top 10    | Top 10    | Top 10    | Top 10    | Top 10    | Top 10    | Top 10    | Top 10    | Top 10    | Top 10    | Top 10    | Top 10    | Top 10    | Top 10    | Top 10    | Top 10    | Top 10    | Top 10    | Top 10    | Top 10    | Top 10    | Top 10    | Top 10    | Top 10    | Top 10    | Top 10    | Top 10    | Top 10    | Top 10    | Top 10    | Top 10    | Top 10    | Top 10    | Top 10    | Top 10    | Top 10    | Top 10    | Top 10    | Top 10    | Top 10    | Top 10    | Top 10    | Top 10    | Top 10    | Top 10    | Top 10    | Top 10    | Top 10    | Top 10    | Top 10    | Top 10    | Top 10    | Top 10    | Top 10    | Top 10    | Top 10    | Top 10    | Top 10    | Top 10    | Top 10    | Top 10    | Top 10    | Top 10    | Top 10    | Top 10    | Top 10    | Top 10    | Top 10    | Top 10    | Top 10    | Top 10    | Top 10    | Top 10    | Top 10    | Top 10    | Top 10    | Top 10    | Top 10    | Top 10    | Top 10    | Top 10    | Top 10    | Top 10    | Top 10    | Top 10    | "Do You Love Me"                                                             | "Do You Love Me"                                                             | "Do You Love Me"                                                             | "Do You Love Me"                                                             | "Do You Love Me"                                                             | "Do You Love Me"                                                             | "Do You Love Me"                                                             | "Do You Love Me"                                                             | "Do You Love Me"                                                             | "Do You Love Me"                                                             | "Do You Love Me"                                                             | "Do You Love Me"                                                             | "Do You Love Me"                                                             | "Do You Love Me"                                                             | "Do You Love Me"                                                             | "Do You Love Me"                                                             | "Do You Love Me"                                                             | "Do You Love Me"                                                             | "Do You Love Me"                                                             | "Do You Love Me"                                                             | "Do You Love Me"                                                             | "Do You Love Me"                                                             | "Do You Love Me"                                                             | "Do You Love Me"                                                             | "Do You Love Me"                                                             | "Do You Love Me"                                                             | "Do You Love Me"                                                             | "Do You Love Me"                                                             | "Do You Love Me"                                                             | "Do You Love Me"                                                             | "Do You Love Me"                                                             | "Do You Love Me"                                                             | "Do You Love Me"                                                             | "Do You Love Me"                                                             | "Do You Love Me"                                                             | "Do You Love Me"                                                             | "Do You Love Me"                                                             | "Do You Love Me"                                                             | "Do You Love Me"                                                             | "Do You Love Me"                                                             | "Do You Love Me"                                                             | "Do You Love Me"                                                             | "Do You Love Me"                                                             | "Do You Love Me"                                                             | "Do You Love Me"                                                             | "Do You Love Me"                                                             | "Do You Love Me"                                                             | "Do You Love Me"                                                             | "Do You Love Me"                                                             | "Do You Love Me"                                                             | "Do You Love Me"                                                             | "Do You Love Me"                                                             | "Do You Love Me"                                                             | "Do You Love Me"                                                             | "Do You Love Me"                                                             | "Do You Love Me"                                                             | "Do You Love Me"                                                             | "Do You Love Me"                                                             | "Do You Love Me"                                                             | "Do You Love Me"                                                             | "Do You Love Me"                                                             | "Do You Love Me"                                                             | "Do You Love Me"                                                             | "Do You Love Me"                                                             | "Do You Love Me"                                                             | "Do You Love Me"                                                             | "Do You Love Me"                                                             | "Do You Love Me"                                                             | "Do You Love Me"                                                             | "Do You Love Me"                                                             | "Do You Love Me"                                                             | "Do You Love Me"                                                             | "Do You Love Me"                                                             | "Do You Love Me"                                                             | "Do You Love Me"                                                             | "Do You Love Me"                                                             | "Do You Love Me"                                                             | "Do You Love Me"                                                             | "Do You Love Me"                                                             | "Do You Love Me"                                                             | "Do You Love Me"                                                             | "Do You Love Me"                                                             | "Do You Love Me"                                                             | "Do You Love Me"                                                             | "Do You Love Me"                                                             | "Do You Love Me"                                                             | "Do You Love Me"                                                             | "Do You Love Me"                                                             | "Do You Love Me"                                                             | "Do You Love Me"                                                             | "Do You Love Me"                                                             | "Do You Love Me"                                                             | "Do You Love Me"                                                             | "Do You Love Me"                                                             | "Do You Love Me"                                                             | "Do You Love Me"                                                             | "Do You Love Me"                                                             | "Do You Love Me"                                                             | "Do You Love Me"                                                             | "Do You Love Me"                                                             | The Contours                                                               | The Contours                                                               | The Contours                                                               | The Contours                                                               | The Contours                                                               | The Contours                                                               | The Contours                                                               | The Contours                                                               | The Contours                                                               | The Contours                                                               | The Contours                                                               | The Contours                                                               | The Contours                                                               | The Contours                                                               | The Contours                                                               | The Contours                                                               | The Contours                                                               | The Contours                                                               | The Contours                                                               | The Contours                                                               | The Contours                                                               | The Contours                                                               | The Contours                                                               | The Contours                                                               | The Contours                                                               | The Contours                                                               | The Contours                                                               | The Contours                                                               | The Contours                                                               | The Contours                                                               | The Contours                                                               | The Contours                                                               | The Contours                                                               | The Contours                                                               | The Contours                                                               | The Contours                                                               | The Contours                                                               | The Contours                                                               | The Contours                                                               | The Contours                                                               | The Contours                                                               | The Contours                                                               | The Contours                                                               | The Contours                                                               | The Contours                                                               | The Contours                                                               | The Contours                                                               | The Contours                                                               | The Contours                                                               | The Contours                                                               | The Contours                                                               | The Contours                                                               | The Contours                                                               | The Contours                                                               | The Contours                                                               | The Contours                                                               | The Contours                                                               | The Contours                                                               | The Contours                                                               | The Contours                                                               | The Contours                                                               | The Contours                                                               | The Contours                                                               | The Contours                                                               | The Contours                                                               | The Contours                                                               | The Contours                                                               | The Contours                                                               | The Contours                                                               | The Contours                                                               | The Contours                                                               | The Contours                                                               | The Contours                                                               | The Contours                                                               | The Contours                                                               | The Contours                                                               | The Contours                                                               | The Contours                                                               | The Contours                                                               | The Contours                                                               | The Contours                                                               | The Contours                                                               | The Contours                                                               | The Contours                                                               | The Contours                                                               | The Contours                                                               | The Contours                                                               | The Contours                                                               | The Contours                                                               | The Contours                                                               | The Contours                                                               | The Contours                                                               | The Contours                                                               | The Contours                                                               | The Contours                                                               | The Contours                                                               | The Contours                                                               | The Contours                                                               | The Contours                                                               | The Contours                                                               | Safe      | Safe      | Safe      | Safe      | Safe      | Safe      | Safe      | Safe      | Safe      | Safe      | Safe      | Safe      | Safe      | Safe      | Safe      | Safe      | Safe      | Safe      | Safe      | Safe      | Safe      | Safe      | Safe      | Safe      | Safe      | Safe      | Safe      | Safe      | Safe      | Safe      | Safe      | Safe      | Safe      | Safe      | Safe      | Safe      | Safe      | Safe      | Safe      | Safe      | Safe      | Safe      | Safe      | Safe      | Safe      | Safe      | Safe      | Safe      | Safe      | Safe      | Safe      | Safe      | Safe      | Safe      | Safe      | Safe      | Safe      | Safe      | Safe      | Safe      | Safe      | Safe      | Safe      | Safe      | Safe      | Safe      | Safe      | Safe      | Safe      | Safe      | Safe      | Safe      | Safe      | Safe      | Safe      | Safe      | Safe      | Safe      | Safe      | Safe      | Safe      | Safe      | Safe      | Safe      | Safe      | Safe      | Safe      | Safe      | Safe      | Safe      | Safe      | Safe      | Safe      | Safe      | Safe      | Safe      | Safe      | Safe      | Safe      | Safe      |
| Top 9     | Top 9     | Top 9     | Top 9     | Top 9     | Top 9     | Top 9     | Top 9     | Top 9     | Top 9     | Top 9     | Top 9     | Top 9     | Top 9     | Top 9     | Top 9     | Top 9     | Top 9     | Top 9     | Top 9     | Top 9     | Top 9     | Top 9     | Top 9     | Top 9     | Top 9     | Top 9     | Top 9     | Top 9     | Top 9     | Top 9     | Top 9     | Top 9     | Top 9     | Top 9     | Top 9     | Top 9     | Top 9     | Top 9     | Top 9     | Top 9     | Top 9     | Top 9     | Top 9     | Top 9     | Top 9     | Top 9     | Top 9     | Top 9     | Top 9     | Top 9     | Top 9     | Top 9     | Top 9     | Top 9     | Top 9     | Top 9     | Top 9     | Top 9     | Top 9     | Top 9     | Top 9     | Top 9     | Top 9     | Top 9     | Top 9     | Top 9     | Top 9     | Top 9     | Top 9     | Top 9     | Top 9     | Top 9     | Top 9     | Top 9     | Top 9     | Top 9     | Top 9     | Top 9     | Top 9     | Top 9     | Top 9     | Top 9     | Top 9     | Top 9     | Top 9     | Top 9     | Top 9     | Top 9     | Top 9     | Top 9     | Top 9     | Top 9     | Top 9     | Top 9     | Top 9     | Top 9     | Top 9     | Top 9     | Top 9     | "I'm Still Standing"                                                         | "I'm Still Standing"                                                         | "I'm Still Standing"                                                         | "I'm Still Standing"                                                         | "I'm Still Standing"                                                         | "I'm Still Standing"                                                         | "I'm Still Standing"                                                         | "I'm Still Standing"                                                         | "I'm Still Standing"                                                         | "I'm Still Standing"                                                         | "I'm Still Standing"                                                         | "I'm Still Standing"                                                         | "I'm Still Standing"                                                         | "I'm Still Standing"                                                         | "I'm Still Standing"                                                         | "I'm Still Standing"                                                         | "I'm Still Standing"                                                         | "I'm Still Standing"                                                         | "I'm Still Standing"                                                         | "I'm Still Standing"                                                         | "I'm Still Standing"                                                         | "I'm Still Standing"                                                         | "I'm Still Standing"                                                         | "I'm Still Standing"                                                         | "I'm Still Standing"                                                         | "I'm Still Standing"                                                         | "I'm Still Standing"                                                         | "I'm Still Standing"                                                         | "I'm Still Standing"                                                         | "I'm Still Standing"                                                         | "I'm Still Standing"                                                         | "I'm Still Standing"                                                         | "I'm Still Standing"                                                         | "I'm Still Standing"                                                         | "I'm Still Standing"                                                         | "I'm Still Standing"                                                         | "I'm Still Standing"                                                         | "I'm Still Standing"                                                         | "I'm Still Standing"                                                         | "I'm Still Standing"                                                         | "I'm Still Standing"                                                         | "I'm Still Standing"                                                         | "I'm Still Standing"                                                         | "I'm Still Standing"                                                         | "I'm Still Standing"                                                         | "I'm Still Standing"                                                         | "I'm Still Standing"                                                         | "I'm Still Standing"                                                         | "I'm Still Standing"                                                         | "I'm Still Standing"                                                         | "I'm Still Standing"                                                         | "I'm Still Standing"                                                         | "I'm Still Standing"                                                         | "I'm Still Standing"                                                         | "I'm Still Standing"                                                         | "I'm Still Standing"                                                         | "I'm Still Standing"                                                         | "I'm Still Standing"                                                         | "I'm Still Standing"                                                         | "I'm Still Standing"                                                         | "I'm Still Standing"                                                         | "I'm Still Standing"                                                         | "I'm Still Standing"                                                         | "I'm Still Standing"                                                         | "I'm Still Standing"                                                         | "I'm Still Standing"                                                         | "I'm Still Standing"                                                         | "I'm Still Standing"                                                         | "I'm Still Standing"                                                         | "I'm Still Standing"                                                         | "I'm Still Standing"                                                         | "I'm Still Standing"                                                         | "I'm Still Standing"                                                         | "I'm Still Standing"                                                         | "I'm Still Standing"                                                         | "I'm Still Standing"                                                         | "I'm Still Standing"                                                         | "I'm Still Standing"                                                         | "I'm Still Standing"                                                         | "I'm Still Standing"                                                         | "I'm Still Standing"                                                         | "I'm Still Standing"                                                         | "I'm Still Standing"                                                         | "I'm Still Standing"                                                         | "I'm Still Standing"                                                         | "I'm Still Standing"                                                         | "I'm Still Standing"                                                         | "I'm Still Standing"                                                         | "I'm Still Standing"                                                         | "I'm Still Standing"                                                         | "I'm Still Standing"                                                         | "I'm Still Standing"                                                         | "I'm Still Standing"                                                         | "I'm Still Standing"                                                         | "I'm Still Standing"                                                         | "I'm Still Standing"                                                         | "I'm Still Standing"                                                         | "I'm Still Standing"                                                         | "I'm Still Standing"                                                         | "I'm Still Standing"                                                         | Elton John                                                                 | Elton John                                                                 | Elton John                                                                 | Elton John                                                                 | Elton John                                                                 | Elton John                                                                 | Elton John                                                                 | Elton John                                                                 | Elton John                                                                 | Elton John                                                                 | Elton John                                                                 | Elton John                                                                 | Elton John                                                                 | Elton John                                                                 | Elton John                                                                 | Elton John                                                                 | Elton John                                                                 | Elton John                                                                 | Elton John                                                                 | Elton John                                                                 | Elton John                                                                 | Elton John                                                                 | Elton John                                                                 | Elton John                                                                 | Elton John                                                                 | Elton John                                                                 | Elton John                                                                 | Elton John                                                                 | Elton John                                                                 | Elton John                                                                 | Elton John                                                                 | Elton John                                                                 | Elton John                                                                 | Elton John                                                                 | Elton John                                                                 | Elton John                                                                 | Elton John                                                                 | Elton John                                                                 | Elton John                                                                 | Elton John                                                                 | Elton John                                                                 | Elton John                                                                 | Elton John                                                                 | Elton John                                                                 | Elton John                                                                 | Elton John                                                                 | Elton John                                                                 | Elton John                                                                 | Elton John                                                                 | Elton John                                                                 | Elton John                                                                 | Elton John                                                                 | Elton John                                                                 | Elton John                                                                 | Elton John                                                                 | Elton John                                                                 | Elton John                                                                 | Elton John                                                                 | Elton John                                                                 | Elton John                                                                 | Elton John                                                                 | Elton John                                                                 | Elton John                                                                 | Elton John                                                                 | Elton John                                                                 | Elton John                                                                 | Elton John                                                                 | Elton John                                                                 | Elton John                                                                 | Elton John                                                                 | Elton John                                                                 | Elton John                                                                 | Elton John                                                                 | Elton John                                                                 | Elton John                                                                 | Elton John                                                                 | Elton John                                                                 | Elton John                                                                 | Elton John                                                                 | Elton John                                                                 | Elton John                                                                 | Elton John                                                                 | Elton John                                                                 | Elton John                                                                 | Elton John                                                                 | Elton John                                                                 | Elton John                                                                 | Elton John                                                                 | Elton John                                                                 | Elton John                                                                 | Elton John                                                                 | Elton John                                                                 | Elton John                                                                 | Elton John                                                                 | Elton John                                                                 | Elton John                                                                 | Elton John                                                                 | Elton John                                                                 | Elton John                                                                 | Elton John                                                                 | Bottom 3  | Bottom 3  | Bottom 3  | Bottom 3  | Bottom 3  | Bottom 3  | Bottom 3  | Bottom 3  | Bottom 3  | Bottom 3  | Bottom 3  | Bottom 3  | Bottom 3  | Bottom 3  | Bottom 3  | Bottom 3  | Bottom 3  | Bottom 3  | Bottom 3  | Bottom 3  | Bottom 3  | Bottom 3  | Bottom 3  | Bottom 3  | Bottom 3  | Bottom 3  | Bottom 3  | Bottom 3  | Bottom 3  | Bottom 3  | Bottom 3  | Bottom 3  | Bottom 3  | Bottom 3  | Bottom 3  | Bottom 3  | Bottom 3  | Bottom 3  | Bottom 3  | Bottom 3  | Bottom 3  | Bottom 3  | Bottom 3  | Bottom 3  | Bottom 3  | Bottom 3  | Bottom 3  | Bottom 3  | Bottom 3  | Bottom 3  | Bottom 3  | Bottom 3  | Bottom 3  | Bottom 3  | Bottom 3  | Bottom 3  | Bottom 3  | Bottom 3  | Bottom 3  | Bottom 3  | Bottom 3  | Bottom 3  | Bottom 3  | Bottom 3  | Bottom 3  | Bottom 3  | Bottom 3  | Bottom 3  | Bottom 3  | Bottom 3  | Bottom 3  | Bottom 3  | Bottom 3  | Bottom 3  | Bottom 3  | Bottom 3  | Bottom 3  | Bottom 3  | Bottom 3  | Bottom 3  | Bottom 3  | Bottom 3  | Bottom 3  | Bottom 3  | Bottom 3  | Bottom 3  | Bottom 3  | Bottom 3  | Bottom 3  | Bottom 3  | Bottom 3  | Bottom 3  | Bottom 3  | Bottom 3  | Bottom 3  | Bottom 3  | Bottom 3  | Bottom 3  | Bottom 3  | Bottom 3  |
| Top 8     | Top 8     | Top 8     | Top 8     | Top 8     | Top 8     | Top 8     | Top 8     | Top 8     | Top 8     | Top 8     | Top 8     | Top 8     | Top 8     | Top 8     | Top 8     | Top 8     | Top 8     | Top 8     | Top 8     | Top 8     | Top 8     | Top 8     | Top 8     | Top 8     | Top 8     | Top 8     | Top 8     | Top 8     | Top 8     | Top 8     | Top 8     | Top 8     | Top 8     | Top 8     | Top 8     | Top 8     | Top 8     | Top 8     | Top 8     | Top 8     | Top 8     | Top 8     | Top 8     | Top 8     | Top 8     | Top 8     | Top 8     | Top 8     | Top 8     | Top 8     | Top 8     | Top 8     | Top 8     | Top 8     | Top 8     | Top 8     | Top 8     | Top 8     | Top 8     | Top 8     | Top 8     | Top 8     | Top 8     | Top 8     | Top 8     | Top 8     | Top 8     | Top 8     | Top 8     | Top 8     | Top 8     | Top 8     | Top 8     | Top 8     | Top 8     | Top 8     | Top 8     | Top 8     | Top 8     | Top 8     | Top 8     | Top 8     | Top 8     | Top 8     | Top 8     | Top 8     | Top 8     | Top 8     | Top 8     | Top 8     | Top 8     | Top 8     | Top 8     | Top 8     | Top 8     | Top 8     | Top 8     | Top 8     | Top 8     | "My Heart Will Go On"                                                        | "My Heart Will Go On"                                                        | "My Heart Will Go On"                                                        | "My Heart Will Go On"                                                        | "My Heart Will Go On"                                                        | "My Heart Will Go On"                                                        | "My Heart Will Go On"                                                        | "My Heart Will Go On"                                                        | "My Heart Will Go On"                                                        | "My Heart Will Go On"                                                        | "My Heart Will Go On"                                                        | "My Heart Will Go On"                                                        | "My Heart Will Go On"                                                        | "My Heart Will Go On"                                                        | "My Heart Will Go On"                                                        | "My Heart Will Go On"                                                        | "My Heart Will Go On"                                                        | "My Heart Will Go On"                                                        | "My Heart Will Go On"                                                        | "My Heart Will Go On"                                                        | "My Heart Will Go On"                                                        | "My Heart Will Go On"                                                        | "My Heart Will Go On"                                                        | "My Heart Will Go On"                                                        | "My Heart Will Go On"                                                        | "My Heart Will Go On"                                                        | "My Heart Will Go On"                                                        | "My Heart Will Go On"                                                        | "My Heart Will Go On"                                                        | "My Heart Will Go On"                                                        | "My Heart Will Go On"                                                        | "My Heart Will Go On"                                                        | "My Heart Will Go On"                                                        | "My Heart Will Go On"                                                        | "My Heart Will Go On"                                                        | "My Heart Will Go On"                                                        | "My Heart Will Go On"                                                        | "My Heart Will Go On"                                                        | "My Heart Will Go On"                                                        | "My Heart Will Go On"                                                        | "My Heart Will Go On"                                                        | "My Heart Will Go On"                                                        | "My Heart Will Go On"                                                        | "My Heart Will Go On"                                                        | "My Heart Will Go On"                                                        | "My Heart Will Go On"                                                        | "My Heart Will Go On"                                                        | "My Heart Will Go On"                                                        | "My Heart Will Go On"                                                        | "My Heart Will Go On"                                                        | "My Heart Will Go On"                                                        | "My Heart Will Go On"                                                        | "My Heart Will Go On"                                                        | "My Heart Will Go On"                                                        | "My Heart Will Go On"                                                        | "My Heart Will Go On"                                                        | "My Heart Will Go On"                                                        | "My Heart Will Go On"                                                        | "My Heart Will Go On"                                                        | "My Heart Will Go On"                                                        | "My Heart Will Go On"                                                        | "My Heart Will Go On"                                                        | "My Heart Will Go On"                                                        | "My Heart Will Go On"                                                        | "My Heart Will Go On"                                                        | "My Heart Will Go On"                                                        | "My Heart Will Go On"                                                        | "My Heart Will Go On"                                                        | "My Heart Will Go On"                                                        | "My Heart Will Go On"                                                        | "My Heart Will Go On"                                                        | "My Heart Will Go On"                                                        | "My Heart Will Go On"                                                        | "My Heart Will Go On"                                                        | "My Heart Will Go On"                                                        | "My Heart Will Go On"                                                        | "My Heart Will Go On"                                                        | "My Heart Will Go On"                                                        | "My Heart Will Go On"                                                        | "My Heart Will Go On"                                                        | "My Heart Will Go On"                                                        | "My Heart Will Go On"                                                        | "My Heart Will Go On"                                                        | "My Heart Will Go On"                                                        | "My Heart Will Go On"                                                        | "My Heart Will Go On"                                                        | "My Heart Will Go On"                                                        | "My Heart Will Go On"                                                        | "My Heart Will Go On"                                                        | "My Heart Will Go On"                                                        | "My Heart Will Go On"                                                        | "My Heart Will Go On"                                                        | "My Heart Will Go On"                                                        | "My Heart Will Go On"                                                        | "My Heart Will Go On"                                                        | "My Heart Will Go On"                                                        | "My Heart Will Go On"                                                        | "My Heart Will Go On"                                                        | "My Heart Will Go On"                                                        | "My Heart Will Go On"                                                        | Celine Dion                                                                | Celine Dion                                                                | Celine Dion                                                                | Celine Dion                                                                | Celine Dion                                                                | Celine Dion                                                                | Celine Dion                                                                | Celine Dion                                                                | Celine Dion                                                                | Celine Dion                                                                | Celine Dion                                                                | Celine Dion                                                                | Celine Dion                                                                | Celine Dion                                                                | Celine Dion                                                                | Celine Dion                                                                | Celine Dion                                                                | Celine Dion                                                                | Celine Dion                                                                | Celine Dion                                                                | Celine Dion                                                                | Celine Dion                                                                | Celine Dion                                                                | Celine Dion                                                                | Celine Dion                                                                | Celine Dion                                                                | Celine Dion                                                                | Celine Dion                                                                | Celine Dion                                                                | Celine Dion                                                                | Celine Dion                                                                | Celine Dion                                                                | Celine Dion                                                                | Celine Dion                                                                | Celine Dion                                                                | Celine Dion                                                                | Celine Dion                                                                | Celine Dion                                                                | Celine Dion                                                                | Celine Dion                                                                | Celine Dion                                                                | Celine Dion                                                                | Celine Dion                                                                | Celine Dion                                                                | Celine Dion                                                                | Celine Dion                                                                | Celine Dion                                                                | Celine Dion                                                                | Celine Dion                                                                | Celine Dion                                                                | Celine Dion                                                                | Celine Dion                                                                | Celine Dion                                                                | Celine Dion                                                                | Celine Dion                                                                | Celine Dion                                                                | Celine Dion                                                                | Celine Dion                                                                | Celine Dion                                                                | Celine Dion                                                                | Celine Dion                                                                | Celine Dion                                                                | Celine Dion                                                                | Celine Dion                                                                | Celine Dion                                                                | Celine Dion                                                                | Celine Dion                                                                | Celine Dion                                                                | Celine Dion                                                                | Celine Dion                                                                | Celine Dion                                                                | Celine Dion                                                                | Celine Dion                                                                | Celine Dion                                                                | Celine Dion                                                                | Celine Dion                                                                | Celine Dion                                                                | Celine Dion                                                                | Celine Dion                                                                | Celine Dion                                                                | Celine Dion                                                                | Celine Dion                                                                | Celine Dion                                                                | Celine Dion                                                                | Celine Dion                                                                | Celine Dion                                                                | Celine Dion                                                                | Celine Dion                                                                | Celine Dion                                                                | Celine Dion                                                                | Celine Dion                                                                | Celine Dion                                                                | Celine Dion                                                                | Celine Dion                                                                | Celine Dion                                                                | Celine Dion                                                                | Celine Dion                                                                | Celine Dion                                                                | Celine Dion                                                                | Celine Dion                                                                | Bottom 3  | Bottom 3  | Bottom 3  | Bottom 3  | Bottom 3  | Bottom 3  | Bottom 3  | Bottom 3  | Bottom 3  | Bottom 3  | Bottom 3  | Bottom 3  | Bottom 3  | Bottom 3  | Bottom 3  | Bottom 3  | Bottom 3  | Bottom 3  | Bottom 3  | Bottom 3  | Bottom 3  | Bottom 3  | Bottom 3  | Bottom 3  | Bottom 3  | Bottom 3  | Bottom 3  | Bottom 3  | Bottom 3  | Bottom 3  | Bottom 3  | Bottom 3  | Bottom 3  | Bottom 3  | Bottom 3  | Bottom 3  | Bottom 3  | Bottom 3  | Bottom 3  | Bottom 3  | Bottom 3  | Bottom 3  | Bottom 3  | Bottom 3  | Bottom 3  | Bottom 3  | Bottom 3  | Bottom 3  | Bottom 3  | Bottom 3  | Bottom 3  | Bottom 3  | Bottom 3  | Bottom 3  | Bottom 3  | Bottom 3  | Bottom 3  | Bottom 3  | Bottom 3  | Bottom 3  | Bottom 3  | Bottom 3  | Bottom 3  | Bottom 3  | Bottom 3  | Bottom 3  | Bottom 3  | Bottom 3  | Bottom 3  | Bottom 3  | Bottom 3  | Bottom 3  | Bottom 3  | Bottom 3  | Bottom 3  | Bottom 3  | Bottom 3  | Bottom 3  | Bottom 3  | Bottom 3  | Bottom 3  | Bottom 3  | Bottom 3  | Bottom 3  | Bottom 3  | Bottom 3  | Bottom 3  | Bottom 3  | Bottom 3  | Bottom 3  | Bottom 3  | Bottom 3  | Bottom 3  | Bottom 3  | Bottom 3  | Bottom 3  | Bottom 3  | Bottom 3  | Bottom 3  | Bottom 3  |
| Top 7     | Top 7     | Top 7     | Top 7     | Top 7     | Top 7     | Top 7     | Top 7     | Top 7     | Top 7     | Top 7     | Top 7     | Top 7     | Top 7     | Top 7     | Top 7     | Top 7     | Top 7     | Top 7     | Top 7     | Top 7     | Top 7     | Top 7     | Top 7     | Top 7     | Top 7     | Top 7     | Top 7     | Top 7     | Top 7     | Top 7     | Top 7     | Top 7     | Top 7     | Top 7     | Top 7     | Top 7     | Top 7     | Top 7     | Top 7     | Top 7     | Top 7     | Top 7     | Top 7     | Top 7     | Top 7     | Top 7     | Top 7     | Top 7     | Top 7     | Top 7     | Top 7     | Top 7     | Top 7     | Top 7     | Top 7     | Top 7     | Top 7     | Top 7     | Top 7     | Top 7     | Top 7     | Top 7     | Top 7     | Top 7     | Top 7     | Top 7     | Top 7     | Top 7     | Top 7     | Top 7     | Top 7     | Top 7     | Top 7     | Top 7     | Top 7     | Top 7     | Top 7     | Top 7     | Top 7     | Top 7     | Top 7     | Top 7     | Top 7     | Top 7     | Top 7     | Top 7     | Top 7     | Top 7     | Top 7     | Top 7     | Top 7     | Top 7     | Top 7     | Top 7     | Top 7     | Top 7     | Top 7     | Top 7     | Top 7     | "One Voice"                                                                  | "One Voice"                                                                  | "One Voice"                                                                  | "One Voice"                                                                  | "One Voice"                                                                  | "One Voice"                                                                  | "One Voice"                                                                  | "One Voice"                                                                  | "One Voice"                                                                  | "One Voice"                                                                  | "One Voice"                                                                  | "One Voice"                                                                  | "One Voice"                                                                  | "One Voice"                                                                  | "One Voice"                                                                  | "One Voice"                                                                  | "One Voice"                                                                  | "One Voice"                                                                  | "One Voice"                                                                  | "One Voice"                                                                  | "One Voice"                                                                  | "One Voice"                                                                  | "One Voice"                                                                  | "One Voice"                                                                  | "One Voice"                                                                  | "One Voice"                                                                  | "One Voice"                                                                  | "One Voice"                                                                  | "One Voice"                                                                  | "One Voice"                                                                  | "One Voice"                                                                  | "One Voice"                                                                  | "One Voice"                                                                  | "One Voice"                                                                  | "One Voice"                                                                  | "One Voice"                                                                  | "One Voice"                                                                  | "One Voice"                                                                  | "One Voice"                                                                  | "One Voice"                                                                  | "One Voice"                                                                  | "One Voice"                                                                  | "One Voice"                                                                  | "One Voice"                                                                  | "One Voice"                                                                  | "One Voice"                                                                  | "One Voice"                                                                  | "One Voice"                                                                  | "One Voice"                                                                  | "One Voice"                                                                  | "One Voice"                                                                  | "One Voice"                                                                  | "One Voice"                                                                  | "One Voice"                                                                  | "One Voice"                                                                  | "One Voice"                                                                  | "One Voice"                                                                  | "One Voice"                                                                  | "One Voice"                                                                  | "One Voice"                                                                  | "One Voice"                                                                  | "One Voice"                                                                  | "One Voice"                                                                  | "One Voice"                                                                  | "One Voice"                                                                  | "One Voice"                                                                  | "One Voice"                                                                  | "One Voice"                                                                  | "One Voice"                                                                  | "One Voice"                                                                  | "One Voice"                                                                  | "One Voice"                                                                  | "One Voice"                                                                  | "One Voice"                                                                  | "One Voice"                                                                  | "One Voice"                                                                  | "One Voice"                                                                  | "One Voice"                                                                  | "One Voice"                                                                  | "One Voice"                                                                  | "One Voice"                                                                  | "One Voice"                                                                  | "One Voice"                                                                  | "One Voice"                                                                  | "One Voice"                                                                  | "One Voice"                                                                  | "One Voice"                                                                  | "One Voice"                                                                  | "One Voice"                                                                  | "One Voice"                                                                  | "One Voice"                                                                  | "One Voice"                                                                  | "One Voice"                                                                  | "One Voice"                                                                  | "One Voice"                                                                  | "One Voice"                                                                  | "One Voice"                                                                  | "One Voice"                                                                  | "One Voice"                                                                  | "One Voice"                                                                  | Barry Manilow                                                              | Barry Manilow                                                              | Barry Manilow                                                              | Barry Manilow                                                              | Barry Manilow                                                              | Barry Manilow                                                              | Barry Manilow                                                              | Barry Manilow                                                              | Barry Manilow                                                              | Barry Manilow                                                              | Barry Manilow                                                              | Barry Manilow                                                              | Barry Manilow                                                              | Barry Manilow                                                              | Barry Manilow                                                              | Barry Manilow                                                              | Barry Manilow                                                              | Barry Manilow                                                              | Barry Manilow                                                              | Barry Manilow                                                              | Barry Manilow                                                              | Barry Manilow                                                              | Barry Manilow                                                              | Barry Manilow                                                              | Barry Manilow                                                              | Barry Manilow                                                              | Barry Manilow                                                              | Barry Manilow                                                              | Barry Manilow                                                              | Barry Manilow                                                              | Barry Manilow                                                              | Barry Manilow                                                              | Barry Manilow                                                              | Barry Manilow                                                              | Barry Manilow                                                              | Barry Manilow                                                              | Barry Manilow                                                              | Barry Manilow                                                              | Barry Manilow                                                              | Barry Manilow                                                              | Barry Manilow                                                              | Barry Manilow                                                              | Barry Manilow                                                              | Barry Manilow                                                              | Barry Manilow                                                              | Barry Manilow                                                              | Barry Manilow                                                              | Barry Manilow                                                              | Barry Manilow                                                              | Barry Manilow                                                              | Barry Manilow                                                              | Barry Manilow                                                              | Barry Manilow                                                              | Barry Manilow                                                              | Barry Manilow                                                              | Barry Manilow                                                              | Barry Manilow                                                              | Barry Manilow                                                              | Barry Manilow                                                              | Barry Manilow                                                              | Barry Manilow                                                              | Barry Manilow                                                              | Barry Manilow                                                              | Barry Manilow                                                              | Barry Manilow                                                              | Barry Manilow                                                              | Barry Manilow                                                              | Barry Manilow                                                              | Barry Manilow                                                              | Barry Manilow                                                              | Barry Manilow                                                              | Barry Manilow                                                              | Barry Manilow                                                              | Barry Manilow                                                              | Barry Manilow                                                              | Barry Manilow                                                              | Barry Manilow                                                              | Barry Manilow                                                              | Barry Manilow                                                              | Barry Manilow                                                              | Barry Manilow                                                              | Barry Manilow                                                              | Barry Manilow                                                              | Barry Manilow                                                              | Barry Manilow                                                              | Barry Manilow                                                              | Barry Manilow                                                              | Barry Manilow                                                              | Barry Manilow                                                              | Barry Manilow                                                              | Barry Manilow                                                              | Barry Manilow                                                              | Barry Manilow                                                              | Barry Manilow                                                              | Barry Manilow                                                              | Barry Manilow                                                              | Barry Manilow                                                              | Barry Manilow                                                              | Barry Manilow                                                              | Barry Manilow                                                              | Safe      | Safe      | Safe      | Safe      | Safe      | Safe      | Safe      | Safe      | Safe      | Safe      | Safe      | Safe      | Safe      | Safe      | Safe      | Safe      | Safe      | Safe      | Safe      | Safe      | Safe      | Safe      | Safe      | Safe      | Safe      | Safe      | Safe      | Safe      | Safe      | Safe      | Safe      | Safe      | Safe      | Safe      | Safe      | Safe      | Safe      | Safe      | Safe      | Safe      | Safe      | Safe      | Safe      | Safe      | Safe      | Safe      | Safe      | Safe      | Safe      | Safe      | Safe      | Safe      | Safe      | Safe      | Safe      | Safe      | Safe      | Safe      | Safe      | Safe      | Safe      | Safe      | Safe      | Safe      | Safe      | Safe      | Safe      | Safe      | Safe      | Safe      | Safe      | Safe      | Safe      | Safe      | Safe      | Safe      | Safe      | Safe      | Safe      | Safe      | Safe      | Safe      | Safe      | Safe      | Safe      | Safe      | Safe      | Safe      | Safe      | Safe      | Safe      | Safe      | Safe      | Safe      | Safe      | Safe      | Safe      | Safe      | Safe      | Safe      |
| Top 6     | Top 6     | Top 6     | Top 6     | Top 6     | Top 6     | Top 6     | Top 6     | Top 6     | Top 6     | Top 6     | Top 6     | Top 6     | Top 6     | Top 6     | Top 6     | Top 6     | Top 6     | Top 6     | Top 6     | Top 6     | Top 6     | Top 6     | Top 6     | Top 6     | Top 6     | Top 6     | Top 6     | Top 6     | Top 6     | Top 6     | Top 6     | Top 6     | Top 6     | Top 6     | Top 6     | Top 6     | Top 6     | Top 6     | Top 6     | Top 6     | Top 6     | Top 6     | Top 6     | Top 6     | Top 6     | Top 6     | Top 6     | Top 6     | Top 6     | Top 6     | Top 6     | Top 6     | Top 6     | Top 6     | Top 6     | Top 6     | Top 6     | Top 6     | Top 6     | Top 6     | Top 6     | Top 6     | Top 6     | Top 6     | Top 6     | Top 6     | Top 6     | Top 6     | Top 6     | Top 6     | Top 6     | Top 6     | Top 6     | Top 6     | Top 6     | Top 6     | Top 6     | Top 6     | Top 6     | Top 6     | Top 6     | Top 6     | Top 6     | Top 6     | Top 6     | Top 6     | Top 6     | Top 6     | Top 6     | Top 6     | Top 6     | Top 6     | Top 6     | Top 6     | Top 6     | Top 6     | Top 6     | Top 6     | Top 6     | "Turn the Beat Around"                                                       | "Turn the Beat Around"                                                       | "Turn the Beat Around"                                                       | "Turn the Beat Around"                                                       | "Turn the Beat Around"                                                       | "Turn the Beat Around"                                                       | "Turn the Beat Around"                                                       | "Turn the Beat Around"                                                       | "Turn the Beat Around"                                                       | "Turn the Beat Around"                                                       | "Turn the Beat Around"                                                       | "Turn the Beat Around"                                                       | "Turn the Beat Around"                                                       | "Turn the Beat Around"                                                       | "Turn the Beat Around"                                                       | "Turn the Beat Around"                                                       | "Turn the Beat Around"                                                       | "Turn the Beat Around"                                                       | "Turn the Beat Around"                                                       | "Turn the Beat Around"                                                       | "Turn the Beat Around"                                                       | "Turn the Beat Around"                                                       | "Turn the Beat Around"                                                       | "Turn the Beat Around"                                                       | "Turn the Beat Around"                                                       | "Turn the Beat Around"                                                       | "Turn the Beat Around"                                                       | "Turn the Beat Around"                                                       | "Turn the Beat Around"                                                       | "Turn the Beat Around"                                                       | "Turn the Beat Around"                                                       | "Turn the Beat Around"                                                       | "Turn the Beat Around"                                                       | "Turn the Beat Around"                                                       | "Turn the Beat Around"                                                       | "Turn the Beat Around"                                                       | "Turn the Beat Around"                                                       | "Turn the Beat Around"                                                       | "Turn the Beat Around"                                                       | "Turn the Beat Around"                                                       | "Turn the Beat Around"                                                       | "Turn the Beat Around"                                                       | "Turn the Beat Around"                                                       | "Turn the Beat Around"                                                       | "Turn the Beat Around"                                                       | "Turn the Beat Around"                                                       | "Turn the Beat Around"                                                       | "Turn the Beat Around"                                                       | "Turn the Beat Around"                                                       | "Turn the Beat Around"                                                       | "Turn the Beat Around"                                                       | "Turn the Beat Around"                                                       | "Turn the Beat Around"                                                       | "Turn the Beat Around"                                                       | "Turn the Beat Around"                                                       | "Turn the Beat Around"                                                       | "Turn the Beat Around"                                                       | "Turn the Beat Around"                                                       | "Turn the Beat Around"                                                       | "Turn the Beat Around"                                                       | "Turn the Beat Around"                                                       | "Turn the Beat Around"                                                       | "Turn the Beat Around"                                                       | "Turn the Beat Around"                                                       | "Turn the Beat Around"                                                       | "Turn the Beat Around"                                                       | "Turn the Beat Around"                                                       | "Turn the Beat Around"                                                       | "Turn the Beat Around"                                                       | "Turn the Beat Around"                                                       | "Turn the Beat Around"                                                       | "Turn the Beat Around"                                                       | "Turn the Beat Around"                                                       | "Turn the Beat Around"                                                       | "Turn the Beat Around"                                                       | "Turn the Beat Around"                                                       | "Turn the Beat Around"                                                       | "Turn the Beat Around"                                                       | "Turn the Beat Around"                                                       | "Turn the Beat Around"                                                       | "Turn the Beat Around"                                                       | "Turn the Beat Around"                                                       | "Turn the Beat Around"                                                       | "Turn the Beat Around"                                                       | "Turn the Beat Around"                                                       | "Turn the Beat Around"                                                       | "Turn the Beat Around"                                                       | "Turn the Beat Around"                                                       | "Turn the Beat Around"                                                       | "Turn the Beat Around"                                                       | "Turn the Beat Around"                                                       | "Turn the Beat Around"                                                       | "Turn the Beat Around"                                                       | "Turn the Beat Around"                                                       | "Turn the Beat Around"                                                       | "Turn the Beat Around"                                                       | "Turn the Beat Around"                                                       | "Turn the Beat Around"                                                       | "Turn the Beat Around"                                                       | "Turn the Beat Around"                                                       | Vicki Sue Robinson                                                         | Vicki Sue Robinson                                                         | Vicki Sue Robinson                                                         | Vicki Sue Robinson                                                         | Vicki Sue Robinson                                                         | Vicki Sue Robinson                                                         | Vicki Sue Robinson                                                         | Vicki Sue Robinson                                                         | Vicki Sue Robinson                                                         | Vicki Sue Robinson                                                         | Vicki Sue Robinson                                                         | Vicki Sue Robinson                                                         | Vicki Sue Robinson                                                         | Vicki Sue Robinson                                                         | Vicki Sue Robinson                                                         | Vicki Sue Robinson                                                         | Vicki Sue Robinson                                                         | Vicki Sue Robinson                                                         | Vicki Sue Robinson                                                         | Vicki Sue Robinson                                                         | Vicki Sue Robinson                                                         | Vicki Sue Robinson                                                         | Vicki Sue Robinson                                                         | Vicki Sue Robinson                                                         | Vicki Sue Robinson                                                         | Vicki Sue Robinson                                                         | Vicki Sue Robinson                                                         | Vicki Sue Robinson                                                         | Vicki Sue Robinson                                                         | Vicki Sue Robinson                                                         | Vicki Sue Robinson                                                         | Vicki Sue Robinson                                                         | Vicki Sue Robinson                                                         | Vicki Sue Robinson                                                         | Vicki Sue Robinson                                                         | Vicki Sue Robinson                                                         | Vicki Sue Robinson                                                         | Vicki Sue Robinson                                                         | Vicki Sue Robinson                                                         | Vicki Sue Robinson                                                         | Vicki Sue Robinson                                                         | Vicki Sue Robinson                                                         | Vicki Sue Robinson                                                         | Vicki Sue Robinson                                                         | Vicki Sue Robinson                                                         | Vicki Sue Robinson                                                         | Vicki Sue Robinson                                                         | Vicki Sue Robinson                                                         | Vicki Sue Robinson                                                         | Vicki Sue Robinson                                                         | Vicki Sue Robinson                                                         | Vicki Sue Robinson                                                         | Vicki Sue Robinson                                                         | Vicki Sue Robinson                                                         | Vicki Sue Robinson                                                         | Vicki Sue Robinson                                                         | Vicki Sue Robinson                                                         | Vicki Sue Robinson                                                         | Vicki Sue Robinson                                                         | Vicki Sue Robinson                                                         | Vicki Sue Robinson                                                         | Vicki Sue Robinson                                                         | Vicki Sue Robinson                                                         | Vicki Sue Robinson                                                         | Vicki Sue Robinson                                                         | Vicki Sue Robinson                                                         | Vicki Sue Robinson                                                         | Vicki Sue Robinson                                                         | Vicki Sue Robinson                                                         | Vicki Sue Robinson                                                         | Vicki Sue Robinson                                                         | Vicki Sue Robinson                                                         | Vicki Sue Robinson                                                         | Vicki Sue Robinson                                                         | Vicki Sue Robinson                                                         | Vicki Sue Robinson                                                         | Vicki Sue Robinson                                                         | Vicki Sue Robinson                                                         | Vicki Sue Robinson                                                         | Vicki Sue Robinson                                                         | Vicki Sue Robinson                                                         | Vicki Sue Robinson                                                         | Vicki Sue Robinson                                                         | Vicki Sue Robinson                                                         | Vicki Sue Robinson                                                         | Vicki Sue Robinson                                                         | Vicki Sue Robinson                                                         | Vicki Sue Robinson                                                         | Vicki Sue Robinson                                                         | Vicki Sue Robinson                                                         | Vicki Sue Robinson                                                         | Vicki Sue Robinson                                                         | Vicki Sue Robinson                                                         | Vicki Sue Robinson                                                         | Vicki Sue Robinson                                                         | Vicki Sue Robinson                                                         | Vicki Sue Robinson                                                         | Vicki Sue Robinson                                                         | Vicki Sue Robinson                                                         | Vicki Sue Robinson                                                         | Safe      | Safe      | Safe      | Safe      | Safe      | Safe      | Safe      | Safe      | Safe      | Safe      | Safe      | Safe      | Safe      | Safe      | Safe      | Safe      | Safe      | Safe      | Safe      | Safe      | Safe      | Safe      | Safe      | Safe      | Safe      | Safe      | Safe      | Safe      | Safe      | Safe      | Safe      | Safe      | Safe      | Safe      | Safe      | Safe      | Safe      | Safe      | Safe      | Safe      | Safe      | Safe      | Safe      | Safe      | Safe      | Safe      | Safe      | Safe      | Safe      | Safe      | Safe      | Safe      | Safe      | Safe      | Safe      | Safe      | Safe      | Safe      | Safe      | Safe      | Safe      | Safe      | Safe      | Safe      | Safe      | Safe      | Safe      | Safe      | Safe      | Safe      | Safe      | Safe      | Safe      | Safe      | Safe      | Safe      | Safe      | Safe      | Safe      | Safe      | Safe      | Safe      | Safe      | Safe      | Safe      | Safe      | Safe      | Safe      | Safe      | Safe      | Safe      | Safe      | Safe      | Safe      | Safe      | Safe      | Safe      | Safe      | Safe      | Safe      |
| Top 5     | Top 5     | Top 5     | Top 5     | Top 5     | Top 5     | Top 5     | Top 5     | Top 5     | Top 5     | Top 5     | Top 5     | Top 5     | Top 5     | Top 5     | Top 5     | Top 5     | Top 5     | Top 5     | Top 5     | Top 5     | Top 5     | Top 5     | Top 5     | Top 5     | Top 5     | Top 5     | Top 5     | Top 5     | Top 5     | Top 5     | Top 5     | Top 5     | Top 5     | Top 5     | Top 5     | Top 5     | Top 5     | Top 5     | Top 5     | Top 5     | Top 5     | Top 5     | Top 5     | Top 5     | Top 5     | Top 5     | Top 5     | Top 5     | Top 5     | Top 5     | Top 5     | Top 5     | Top 5     | Top 5     | Top 5     | Top 5     | Top 5     | Top 5     | Top 5     | Top 5     | Top 5     | Top 5     | Top 5     | Top 5     | Top 5     | Top 5     | Top 5     | Top 5     | Top 5     | Top 5     | Top 5     | Top 5     | Top 5     | Top 5     | Top 5     | Top 5     | Top 5     | Top 5     | Top 5     | Top 5     | Top 5     | Top 5     | Top 5     | Top 5     | Top 5     | Top 5     | Top 5     | Top 5     | Top 5     | Top 5     | Top 5     | Top 5     | Top 5     | Top 5     | Top 5     | Top 5     | Top 5     | Top 5     | Top 5     | "Someone to Watch Over Me" Get Happy"                                        | "Someone to Watch Over Me" Get Happy"                                        | "Someone to Watch Over Me" Get Happy"                                        | "Someone to Watch Over Me" Get Happy"                                        | "Someone to Watch Over Me" Get Happy"                                        | "Someone to Watch Over Me" Get Happy"                                        | "Someone to Watch Over Me" Get Happy"                                        | "Someone to Watch Over Me" Get Happy"                                        | "Someone to Watch Over Me" Get Happy"                                        | "Someone to Watch Over Me" Get Happy"                                        | "Someone to Watch Over Me" Get Happy"                                        | "Someone to Watch Over Me" Get Happy"                                        | "Someone to Watch Over Me" Get Happy"                                        | "Someone to Watch Over Me" Get Happy"                                        | "Someone to Watch Over Me" Get Happy"                                        | "Someone to Watch Over Me" Get Happy"                                        | "Someone to Watch Over Me" Get Happy"                                        | "Someone to Watch Over Me" Get Happy"                                        | "Someone to Watch Over Me" Get Happy"                                        | "Someone to Watch Over Me" Get Happy"                                        | "Someone to Watch Over Me" Get Happy"                                        | "Someone to Watch Over Me" Get Happy"                                        | "Someone to Watch Over Me" Get Happy"                                        | "Someone to Watch Over Me" Get Happy"                                        | "Someone to Watch Over Me" Get Happy"                                        | "Someone to Watch Over Me" Get Happy"                                        | "Someone to Watch Over Me" Get Happy"                                        | "Someone to Watch Over Me" Get Happy"                                        | "Someone to Watch Over Me" Get Happy"                                        | "Someone to Watch Over Me" Get Happy"                                        | "Someone to Watch Over Me" Get Happy"                                        | "Someone to Watch Over Me" Get Happy"                                        | "Someone to Watch Over Me" Get Happy"                                        | "Someone to Watch Over Me" Get Happy"                                        | "Someone to Watch Over Me" Get Happy"                                        | "Someone to Watch Over Me" Get Happy"                                        | "Someone to Watch Over Me" Get Happy"                                        | "Someone to Watch Over Me" Get Happy"                                        | "Someone to Watch Over Me" Get Happy"                                        | "Someone to Watch Over Me" Get Happy"                                        | "Someone to Watch Over Me" Get Happy"                                        | "Someone to Watch Over Me" Get Happy"                                        | "Someone to Watch Over Me" Get Happy"                                        | "Someone to Watch Over Me" Get Happy"                                        | "Someone to Watch Over Me" Get Happy"                                        | "Someone to Watch Over Me" Get Happy"                                        | "Someone to Watch Over Me" Get Happy"                                        | "Someone to Watch Over Me" Get Happy"                                        | "Someone to Watch Over Me" Get Happy"                                        | "Someone to Watch Over Me" Get Happy"                                        | "Someone to Watch Over Me" Get Happy"                                        | "Someone to Watch Over Me" Get Happy"                                        | "Someone to Watch Over Me" Get Happy"                                        | "Someone to Watch Over Me" Get Happy"                                        | "Someone to Watch Over Me" Get Happy"                                        | "Someone to Watch Over Me" Get Happy"                                        | "Someone to Watch Over Me" Get Happy"                                        | "Someone to Watch Over Me" Get Happy"                                        | "Someone to Watch Over Me" Get Happy"                                        | "Someone to Watch Over Me" Get Happy"                                        | "Someone to Watch Over Me" Get Happy"                                        | "Someone to Watch Over Me" Get Happy"                                        | "Someone to Watch Over Me" Get Happy"                                        | "Someone to Watch Over Me" Get Happy"                                        | "Someone to Watch Over Me" Get Happy"                                        | "Someone to Watch Over Me" Get Happy"                                        | "Someone to Watch Over Me" Get Happy"                                        | "Someone to Watch Over Me" Get Happy"                                        | "Someone to Watch Over Me" Get Happy"                                        | "Someone to Watch Over Me" Get Happy"                                        | "Someone to Watch Over Me" Get Happy"                                        | "Someone to Watch Over Me" Get Happy"                                        | "Someone to Watch Over Me" Get Happy"                                        | "Someone to Watch Over Me" Get Happy"                                        | "Someone to Watch Over Me" Get Happy"                                        | "Someone to Watch Over Me" Get Happy"                                        | "Someone to Watch Over Me" Get Happy"                                        | "Someone to Watch Over Me" Get Happy"                                        | "Someone to Watch Over Me" Get Happy"                                        | "Someone to Watch Over Me" Get Happy"                                        | "Someone to Watch Over Me" Get Happy"                                        | "Someone to Watch Over Me" Get Happy"                                        | "Someone to Watch Over Me" Get Happy"                                        | "Someone to Watch Over Me" Get Happy"                                        | "Someone to Watch Over Me" Get Happy"                                        | "Someone to Watch Over Me" Get Happy"                                        | "Someone to Watch Over Me" Get Happy"                                        | "Someone to Watch Over Me" Get Happy"                                        | "Someone to Watch Over Me" Get Happy"                                        | "Someone to Watch Over Me" Get Happy"                                        | "Someone to Watch Over Me" Get Happy"                                        | "Someone to Watch Over Me" Get Happy"                                        | "Someone to Watch Over Me" Get Happy"                                        | "Someone to Watch Over Me" Get Happy"                                        | "Someone to Watch Over Me" Get Happy"                                        | "Someone to Watch Over Me" Get Happy"                                        | "Someone to Watch Over Me" Get Happy"                                        | "Someone to Watch Over Me" Get Happy"                                        | "Someone to Watch Over Me" Get Happy"                                        | "Someone to Watch Over Me" Get Happy"                                        | Gertrude Lawrence Ruth Etting                                              | Gertrude Lawrence Ruth Etting                                              | Gertrude Lawrence Ruth Etting                                              | Gertrude Lawrence Ruth Etting                                              | Gertrude Lawrence Ruth Etting                                              | Gertrude Lawrence Ruth Etting                                              | Gertrude Lawrence Ruth Etting                                              | Gertrude Lawrence Ruth Etting                                              | Gertrude Lawrence Ruth Etting                                              | Gertrude Lawrence Ruth Etting                                              | Gertrude Lawrence Ruth Etting                                              | Gertrude Lawrence Ruth Etting                                              | Gertrude Lawrence Ruth Etting                                              | Gertrude Lawrence Ruth Etting                                              | Gertrude Lawrence Ruth Etting                                              | Gertrude Lawrence Ruth Etting                                              | Gertrude Lawrence Ruth Etting                                              | Gertrude Lawrence Ruth Etting                                              | Gertrude Lawrence Ruth Etting                                              | Gertrude Lawrence Ruth Etting                                              | Gertrude Lawrence Ruth Etting                                              | Gertrude Lawrence Ruth Etting                                              | Gertrude Lawrence Ruth Etting                                              | Gertrude Lawrence Ruth Etting                                              | Gertrude Lawrence Ruth Etting                                              | Gertrude Lawrence Ruth Etting                                              | Gertrude Lawrence Ruth Etting                                              | Gertrude Lawrence Ruth Etting                                              | Gertrude Lawrence Ruth Etting                                              | Gertrude Lawrence Ruth Etting                                              | Gertrude Lawrence Ruth Etting                                              | Gertrude Lawrence Ruth Etting                                              | Gertrude Lawrence Ruth Etting                                              | Gertrude Lawrence Ruth Etting                                              | Gertrude Lawrence Ruth Etting                                              | Gertrude Lawrence Ruth Etting                                              | Gertrude Lawrence Ruth Etting                                              | Gertrude Lawrence Ruth Etting                                              | Gertrude Lawrence Ruth Etting                                              | Gertrude Lawrence Ruth Etting                                              | Gertrude Lawrence Ruth Etting                                              | Gertrude Lawrence Ruth Etting                                              | Gertrude Lawrence Ruth Etting                                              | Gertrude Lawrence Ruth Etting                                              | Gertrude Lawrence Ruth Etting                                              | Gertrude Lawrence Ruth Etting                                              | Gertrude Lawrence Ruth Etting                                              | Gertrude Lawrence Ruth Etting                                              | Gertrude Lawrence Ruth Etting                                              | Gertrude Lawrence Ruth Etting                                              | Gertrude Lawrence Ruth Etting                                              | Gertrude Lawrence Ruth Etting                                              | Gertrude Lawrence Ruth Etting                                              | Gertrude Lawrence Ruth Etting                                              | Gertrude Lawrence Ruth Etting                                              | Gertrude Lawrence Ruth Etting                                              | Gertrude Lawrence Ruth Etting                                              | Gertrude Lawrence Ruth Etting                                              | Gertrude Lawrence Ruth Etting                                              | Gertrude Lawrence Ruth Etting                                              | Gertrude Lawrence Ruth Etting                                              | Gertrude Lawrence Ruth Etting                                              | Gertrude Lawrence Ruth Etting                                              | Gertrude Lawrence Ruth Etting                                              | Gertrude Lawrence Ruth Etting                                              | Gertrude Lawrence Ruth Etting                                              | Gertrude Lawrence Ruth Etting                                              | Gertrude Lawrence Ruth Etting                                              | Gertrude Lawrence Ruth Etting                                              | Gertrude Lawrence Ruth Etting                                              | Gertrude Lawrence Ruth Etting                                              | Gertrude Lawrence Ruth Etting                                              | Gertrude Lawrence Ruth Etting                                              | Gertrude Lawrence Ruth Etting                                              | Gertrude Lawrence Ruth Etting                                              | Gertrude Lawrence Ruth Etting                                              | Gertrude Lawrence Ruth Etting                                              | Gertrude Lawrence Ruth Etting                                              | Gertrude Lawrence Ruth Etting                                              | Gertrude Lawrence Ruth Etting                                              | Gertrude Lawrence Ruth Etting                                              | Gertrude Lawrence Ruth Etting                                              | Gertrude Lawrence Ruth Etting                                              | Gertrude Lawrence Ruth Etting                                              | Gertrude Lawrence Ruth Etting                                              | Gertrude Lawrence Ruth Etting                                              | Gertrude Lawrence Ruth Etting                                              | Gertrude Lawrence Ruth Etting                                              | Gertrude Lawrence Ruth Etting                                              | Gertrude Lawrence Ruth Etting                                              | Gertrude Lawrence Ruth Etting                                              | Gertrude Lawrence Ruth Etting                                              | Gertrude Lawrence Ruth Etting                                              | Gertrude Lawrence Ruth Etting                                              | Gertrude Lawrence Ruth Etting                                              | Gertrude Lawrence Ruth Etting                                              | Gertrude Lawrence Ruth Etting                                              | Gertrude Lawrence Ruth Etting                                              | Gertrude Lawrence Ruth Etting                                              | Gertrude Lawrence Ruth Etting                                              | Safe      | Safe      | Safe      | Safe      | Safe      | Safe      | Safe      | Safe      | Safe      | Safe      | Safe      | Safe      | Safe      | Safe      | Safe      | Safe      | Safe      | Safe      | Safe      | Safe      | Safe      | Safe      | Safe      | Safe      | Safe      | Safe      | Safe      | Safe      | Safe      | Safe      | Safe      | Safe      | Safe      | Safe      | Safe      | Safe      | Safe      | Safe      | Safe      | Safe      | Safe      | Safe      | Safe      | Safe      | Safe      | Safe      | Safe      | Safe      | Safe      | Safe      | Safe      | Safe      | Safe      | Safe      | Safe      | Safe      | Safe      | Safe      | Safe      | Safe      | Safe      | Safe      | Safe      | Safe      | Safe      | Safe      | Safe      | Safe      | Safe      | Safe      | Safe      | Safe      | Safe      | Safe      | Safe      | Safe      | Safe      | Safe      | Safe      | Safe      | Safe      | Safe      | Safe      | Safe      | Safe      | Safe      | Safe      | Safe      | Safe      | Safe      | Safe      | Safe      | Safe      | Safe      | Safe      | Safe      | Safe      | Safe      | Safe      | Safe      |
| Top 4     | Top 4     | Top 4     | Top 4     | Top 4     | Top 4     | Top 4     | Top 4     | Top 4     | Top 4     | Top 4     | Top 4     | Top 4     | Top 4     | Top 4     | Top 4     | Top 4     | Top 4     | Top 4     | Top 4     | Top 4     | Top 4     | Top 4     | Top 4     | Top 4     | Top 4     | Top 4     | Top 4     | Top 4     | Top 4     | Top 4     | Top 4     | Top 4     | Top 4     | Top 4     | Top 4     | Top 4     | Top 4     | Top 4     | Top 4     | Top 4     | Top 4     | Top 4     | Top 4     | Top 4     | Top 4     | Top 4     | Top 4     | Top 4     | Top 4     | Top 4     | Top 4     | Top 4     | Top 4     | Top 4     | Top 4     | Top 4     | Top 4     | Top 4     | Top 4     | Top 4     | Top 4     | Top 4     | Top 4     | Top 4     | Top 4     | Top 4     | Top 4     | Top 4     | Top 4     | Top 4     | Top 4     | Top 4     | Top 4     | Top 4     | Top 4     | Top 4     | Top 4     | Top 4     | Top 4     | Top 4     | Top 4     | Top 4     | Top 4     | Top 4     | Top 4     | Top 4     | Top 4     | Top 4     | Top 4     | Top 4     | Top 4     | Top 4     | Top 4     | Top 4     | Top 4     | Top 4     | Top 4     | Top 4     | Top 4     | "This Is It" No More Tears (Enough Is Enough)"                               | "This Is It" No More Tears (Enough Is Enough)"                               | "This Is It" No More Tears (Enough Is Enough)"                               | "This Is It" No More Tears (Enough Is Enough)"                               | "This Is It" No More Tears (Enough Is Enough)"                               | "This Is It" No More Tears (Enough Is Enough)"                               | "This Is It" No More Tears (Enough Is Enough)"                               | "This Is It" No More Tears (Enough Is Enough)"                               | "This Is It" No More Tears (Enough Is Enough)"                               | "This Is It" No More Tears (Enough Is Enough)"                               | "This Is It" No More Tears (Enough Is Enough)"                               | "This Is It" No More Tears (Enough Is Enough)"                               | "This Is It" No More Tears (Enough Is Enough)"                               | "This Is It" No More Tears (Enough Is Enough)"                               | "This Is It" No More Tears (Enough Is Enough)"                               | "This Is It" No More Tears (Enough Is Enough)"                               | "This Is It" No More Tears (Enough Is Enough)"                               | "This Is It" No More Tears (Enough Is Enough)"                               | "This Is It" No More Tears (Enough Is Enough)"                               | "This Is It" No More Tears (Enough Is Enough)"                               | "This Is It" No More Tears (Enough Is Enough)"                               | "This Is It" No More Tears (Enough Is Enough)"                               | "This Is It" No More Tears (Enough Is Enough)"                               | "This Is It" No More Tears (Enough Is Enough)"                               | "This Is It" No More Tears (Enough Is Enough)"                               | "This Is It" No More Tears (Enough Is Enough)"                               | "This Is It" No More Tears (Enough Is Enough)"                               | "This Is It" No More Tears (Enough Is Enough)"                               | "This Is It" No More Tears (Enough Is Enough)"                               | "This Is It" No More Tears (Enough Is Enough)"                               | "This Is It" No More Tears (Enough Is Enough)"                               | "This Is It" No More Tears (Enough Is Enough)"                               | "This Is It" No More Tears (Enough Is Enough)"                               | "This Is It" No More Tears (Enough Is Enough)"                               | "This Is It" No More Tears (Enough Is Enough)"                               | "This Is It" No More Tears (Enough Is Enough)"                               | "This Is It" No More Tears (Enough Is Enough)"                               | "This Is It" No More Tears (Enough Is Enough)"                               | "This Is It" No More Tears (Enough Is Enough)"                               | "This Is It" No More Tears (Enough Is Enough)"                               | "This Is It" No More Tears (Enough Is Enough)"                               | "This Is It" No More Tears (Enough Is Enough)"                               | "This Is It" No More Tears (Enough Is Enough)"                               | "This Is It" No More Tears (Enough Is Enough)"                               | "This Is It" No More Tears (Enough Is Enough)"                               | "This Is It" No More Tears (Enough Is Enough)"                               | "This Is It" No More Tears (Enough Is Enough)"                               | "This Is It" No More Tears (Enough Is Enough)"                               | "This Is It" No More Tears (Enough Is Enough)"                               | "This Is It" No More Tears (Enough Is Enough)"                               | "This Is It" No More Tears (Enough Is Enough)"                               | "This Is It" No More Tears (Enough Is Enough)"                               | "This Is It" No More Tears (Enough Is Enough)"                               | "This Is It" No More Tears (Enough Is Enough)"                               | "This Is It" No More Tears (Enough Is Enough)"                               | "This Is It" No More Tears (Enough Is Enough)"                               | "This Is It" No More Tears (Enough Is Enough)"                               | "This Is It" No More Tears (Enough Is Enough)"                               | "This Is It" No More Tears (Enough Is Enough)"                               | "This Is It" No More Tears (Enough Is Enough)"                               | "This Is It" No More Tears (Enough Is Enough)"                               | "This Is It" No More Tears (Enough Is Enough)"                               | "This Is It" No More Tears (Enough Is Enough)"                               | "This Is It" No More Tears (Enough Is Enough)"                               | "This Is It" No More Tears (Enough Is Enough)"                               | "This Is It" No More Tears (Enough Is Enough)"                               | "This Is It" No More Tears (Enough Is Enough)"                               | "This Is It" No More Tears (Enough Is Enough)"                               | "This Is It" No More Tears (Enough Is Enough)"                               | "This Is It" No More Tears (Enough Is Enough)"                               | "This Is It" No More Tears (Enough Is Enough)"                               | "This Is It" No More Tears (Enough Is Enough)"                               | "This Is It" No More Tears (Enough Is Enough)"                               | "This Is It" No More Tears (Enough Is Enough)"                               | "This Is It" No More Tears (Enough Is Enough)"                               | "This Is It" No More Tears (Enough Is Enough)"                               | "This Is It" No More Tears (Enough Is Enough)"                               | "This Is It" No More Tears (Enough Is Enough)"                               | "This Is It" No More Tears (Enough Is Enough)"                               | "This Is It" No More Tears (Enough Is Enough)"                               | "This Is It" No More Tears (Enough Is Enough)"                               | "This Is It" No More Tears (Enough Is Enough)"                               | "This Is It" No More Tears (Enough Is Enough)"                               | "This Is It" No More Tears (Enough Is Enough)"                               | "This Is It" No More Tears (Enough Is Enough)"                               | "This Is It" No More Tears (Enough Is Enough)"                               | "This Is It" No More Tears (Enough Is Enough)"                               | "This Is It" No More Tears (Enough Is Enough)"                               | "This Is It" No More Tears (Enough Is Enough)"                               | "This Is It" No More Tears (Enough Is Enough)"                               | "This Is It" No More Tears (Enough Is Enough)"                               | "This Is It" No More Tears (Enough Is Enough)"                               | "This Is It" No More Tears (Enough Is Enough)"                               | "This Is It" No More Tears (Enough Is Enough)"                               | "This Is It" No More Tears (Enough Is Enough)"                               | "This Is It" No More Tears (Enough Is Enough)"                               | "This Is It" No More Tears (Enough Is Enough)"                               | "This Is It" No More Tears (Enough Is Enough)"                               | "This Is It" No More Tears (Enough Is Enough)"                               | "This Is It" No More Tears (Enough Is Enough)"                               | Melba Moore Donna Summer & Barbra Streisand                                | Melba Moore Donna Summer & Barbra Streisand                                | Melba Moore Donna Summer & Barbra Streisand                                | Melba Moore Donna Summer & Barbra Streisand                                | Melba Moore Donna Summer & Barbra Streisand                                | Melba Moore Donna Summer & Barbra Streisand                                | Melba Moore Donna Summer & Barbra Streisand                                | Melba Moore Donna Summer & Barbra Streisand                                | Melba Moore Donna Summer & Barbra Streisand                                | Melba Moore Donna Summer & Barbra Streisand                                | Melba Moore Donna Summer & Barbra Streisand                                | Melba Moore Donna Summer & Barbra Streisand                                | Melba Moore Donna Summer & Barbra Streisand                                | Melba Moore Donna Summer & Barbra Streisand                                | Melba Moore Donna Summer & Barbra Streisand                                | Melba Moore Donna Summer & Barbra Streisand                                | Melba Moore Donna Summer & Barbra Streisand                                | Melba Moore Donna Summer & Barbra Streisand                                | Melba Moore Donna Summer & Barbra Streisand                                | Melba Moore Donna Summer & Barbra Streisand                                | Melba Moore Donna Summer & Barbra Streisand                                | Melba Moore Donna Summer & Barbra Streisand                                | Melba Moore Donna Summer & Barbra Streisand                                | Melba Moore Donna Summer & Barbra Streisand                                | Melba Moore Donna Summer & Barbra Streisand                                | Melba Moore Donna Summer & Barbra Streisand                                | Melba Moore Donna Summer & Barbra Streisand                                | Melba Moore Donna Summer & Barbra Streisand                                | Melba Moore Donna Summer & Barbra Streisand                                | Melba Moore Donna Summer & Barbra Streisand                                | Melba Moore Donna Summer & Barbra Streisand                                | Melba Moore Donna Summer & Barbra Streisand                                | Melba Moore Donna Summer & Barbra Streisand                                | Melba Moore Donna Summer & Barbra Streisand                                | Melba Moore Donna Summer & Barbra Streisand                                | Melba Moore Donna Summer & Barbra Streisand                                | Melba Moore Donna Summer & Barbra Streisand                                | Melba Moore Donna Summer & Barbra Streisand                                | Melba Moore Donna Summer & Barbra Streisand                                | Melba Moore Donna Summer & Barbra Streisand                                | Melba Moore Donna Summer & Barbra Streisand                                | Melba Moore Donna Summer & Barbra Streisand                                | Melba Moore Donna Summer & Barbra Streisand                                | Melba Moore Donna Summer & Barbra Streisand                                | Melba Moore Donna Summer & Barbra Streisand                                | Melba Moore Donna Summer & Barbra Streisand                                | Melba Moore Donna Summer & Barbra Streisand                                | Melba Moore Donna Summer & Barbra Streisand                                | Melba Moore Donna Summer & Barbra Streisand                                | Melba Moore Donna Summer & Barbra Streisand                                | Melba Moore Donna Summer & Barbra Streisand                                | Melba Moore Donna Summer & Barbra Streisand                                | Melba Moore Donna Summer & Barbra Streisand                                | Melba Moore Donna Summer & Barbra Streisand                                | Melba Moore Donna Summer & Barbra Streisand                                | Melba Moore Donna Summer & Barbra Streisand                                | Melba Moore Donna Summer & Barbra Streisand                                | Melba Moore Donna Summer & Barbra Streisand                                | Melba Moore Donna Summer & Barbra Streisand                                | Melba Moore Donna Summer & Barbra Streisand                                | Melba Moore Donna Summer & Barbra Streisand                                | Melba Moore Donna Summer & Barbra Streisand                                | Melba Moore Donna Summer & Barbra Streisand                                | Melba Moore Donna Summer & Barbra Streisand                                | Melba Moore Donna Summer & Barbra Streisand                                | Melba Moore Donna Summer & Barbra Streisand                                | Melba Moore Donna Summer & Barbra Streisand                                | Melba Moore Donna Summer & Barbra Streisand                                | Melba Moore Donna Summer & Barbra Streisand                                | Melba Moore Donna Summer & Barbra Streisand                                | Melba Moore Donna Summer & Barbra Streisand                                | Melba Moore Donna Summer & Barbra Streisand                                | Melba Moore Donna Summer & Barbra Streisand                                | Melba Moore Donna Summer & Barbra Streisand                                | Melba Moore Donna Summer & Barbra Streisand                                | Melba Moore Donna Summer & Barbra Streisand                                | Melba Moore Donna Summer & Barbra Streisand                                | Melba Moore Donna Summer & Barbra Streisand                                | Melba Moore Donna Summer & Barbra Streisand                                | Melba Moore Donna Summer & Barbra Streisand                                | Melba Moore Donna Summer & Barbra Streisand                                | Melba Moore Donna Summer & Barbra Streisand                                | Melba Moore Donna Summer & Barbra Streisand                                | Melba Moore Donna Summer & Barbra Streisand                                | Melba Moore Donna Summer & Barbra Streisand                                | Melba Moore Donna Summer & Barbra Streisand                                | Melba Moore Donna Summer & Barbra Streisand                                | Melba Moore Donna Summer & Barbra Streisand                                | Melba Moore Donna Summer & Barbra Streisand                                | Melba Moore Donna Summer & Barbra Streisand                                | Melba Moore Donna Summer & Barbra Streisand                                | Melba Moore Donna Summer & Barbra Streisand                                | Melba Moore Donna Summer & Barbra Streisand                                | Melba Moore Donna Summer & Barbra Streisand                                | Melba Moore Donna Summer & Barbra Streisand                                | Melba Moore Donna Summer & Barbra Streisand                                | Melba Moore Donna Summer & Barbra Streisand                                | Melba Moore Donna Summer & Barbra Streisand                                | Melba Moore Donna Summer & Barbra Streisand                                | Melba Moore Donna Summer & Barbra Streisand                                | Safe      | Safe      | Safe      | Safe      | Safe      | Safe      | Safe      | Safe      | Safe      | Safe      | Safe      | Safe      | Safe      | Safe      | Safe      | Safe      | Safe      | Safe      | Safe      | Safe      | Safe      | Safe      | Safe      | Safe      | Safe      | Safe      | Safe      | Safe      | Safe      | Safe      | Safe      | Safe      | Safe      | Safe      | Safe      | Safe      | Safe      | Safe      | Safe      | Safe      | Safe      | Safe      | Safe      | Safe      | Safe      | Safe      | Safe      | Safe      | Safe      | Safe      | Safe      | Safe      | Safe      | Safe      | Safe      | Safe      | Safe      | Safe      | Safe      | Safe      | Safe      | Safe      | Safe      | Safe      | Safe      | Safe      | Safe      | Safe      | Safe      | Safe      | Safe      | Safe      | Safe      | Safe      | Safe      | Safe      | Safe      | Safe      | Safe      | Safe      | Safe      | Safe      | Safe      | Safe      | Safe      | Safe      | Safe      | Safe      | Safe      | Safe      | Safe      | Safe      | Safe      | Safe      | Safe      | Safe      | Safe      | Safe      | Safe      | Safe      |
| Top 3     | Top 3     | Top 3     | Top 3     | Top 3     | Top 3     | Top 3     | Top 3     | Top 3     | Top 3     | Top 3     | Top 3     | Top 3     | Top 3     | Top 3     | Top 3     | Top 3     | Top 3     | Top 3     | Top 3     | Top 3     | Top 3     | Top 3     | Top 3     | Top 3     | Top 3     | Top 3     | Top 3     | Top 3     | Top 3     | Top 3     | Top 3     | Top 3     | Top 3     | Top 3     | Top 3     | Top 3     | Top 3     | Top 3     | Top 3     | Top 3     | Top 3     | Top 3     | Top 3     | Top 3     | Top 3     | Top 3     | Top 3     | Top 3     | Top 3     | Top 3     | Top 3     | Top 3     | Top 3     | Top 3     | Top 3     | Top 3     | Top 3     | Top 3     | Top 3     | Top 3     | Top 3     | Top 3     | Top 3     | Top 3     | Top 3     | Top 3     | Top 3     | Top 3     | Top 3     | Top 3     | Top 3     | Top 3     | Top 3     | Top 3     | Top 3     | Top 3     | Top 3     | Top 3     | Top 3     | Top 3     | Top 3     | Top 3     | Top 3     | Top 3     | Top 3     | Top 3     | Top 3     | Top 3     | Top 3     | Top 3     | Top 3     | Top 3     | Top 3     | Top 3     | Top 3     | Top 3     | Top 3     | Top 3     | Top 3     | "Ain't No Mountain High Enough" Because You Loved Me" Don't Cry Out Loud"    | "Ain't No Mountain High Enough" Because You Loved Me" Don't Cry Out Loud"    | "Ain't No Mountain High Enough" Because You Loved Me" Don't Cry Out Loud"    | "Ain't No Mountain High Enough" Because You Loved Me" Don't Cry Out Loud"    | "Ain't No Mountain High Enough" Because You Loved Me" Don't Cry Out Loud"    | "Ain't No Mountain High Enough" Because You Loved Me" Don't Cry Out Loud"    | "Ain't No Mountain High Enough" Because You Loved Me" Don't Cry Out Loud"    | "Ain't No Mountain High Enough" Because You Loved Me" Don't Cry Out Loud"    | "Ain't No Mountain High Enough" Because You Loved Me" Don't Cry Out Loud"    | "Ain't No Mountain High Enough" Because You Loved Me" Don't Cry Out Loud"    | "Ain't No Mountain High Enough" Because You Loved Me" Don't Cry Out Loud"    | "Ain't No Mountain High Enough" Because You Loved Me" Don't Cry Out Loud"    | "Ain't No Mountain High Enough" Because You Loved Me" Don't Cry Out Loud"    | "Ain't No Mountain High Enough" Because You Loved Me" Don't Cry Out Loud"    | "Ain't No Mountain High Enough" Because You Loved Me" Don't Cry Out Loud"    | "Ain't No Mountain High Enough" Because You Loved Me" Don't Cry Out Loud"    | "Ain't No Mountain High Enough" Because You Loved Me" Don't Cry Out Loud"    | "Ain't No Mountain High Enough" Because You Loved Me" Don't Cry Out Loud"    | "Ain't No Mountain High Enough" Because You Loved Me" Don't Cry Out Loud"    | "Ain't No Mountain High Enough" Because You Loved Me" Don't Cry Out Loud"    | "Ain't No Mountain High Enough" Because You Loved Me" Don't Cry Out Loud"    | "Ain't No Mountain High Enough" Because You Loved Me" Don't Cry Out Loud"    | "Ain't No Mountain High Enough" Because You Loved Me" Don't Cry Out Loud"    | "Ain't No Mountain High Enough" Because You Loved Me" Don't Cry Out Loud"    | "Ain't No Mountain High Enough" Because You Loved Me" Don't Cry Out Loud"    | "Ain't No Mountain High Enough" Because You Loved Me" Don't Cry Out Loud"    | "Ain't No Mountain High Enough" Because You Loved Me" Don't Cry Out Loud"    | "Ain't No Mountain High Enough" Because You Loved Me" Don't Cry Out Loud"    | "Ain't No Mountain High Enough" Because You Loved Me" Don't Cry Out Loud"    | "Ain't No Mountain High Enough" Because You Loved Me" Don't Cry Out Loud"    | "Ain't No Mountain High Enough" Because You Loved Me" Don't Cry Out Loud"    | "Ain't No Mountain High Enough" Because You Loved Me" Don't Cry Out Loud"    | "Ain't No Mountain High Enough" Because You Loved Me" Don't Cry Out Loud"    | "Ain't No Mountain High Enough" Because You Loved Me" Don't Cry Out Loud"    | "Ain't No Mountain High Enough" Because You Loved Me" Don't Cry Out Loud"    | "Ain't No Mountain High Enough" Because You Loved Me" Don't Cry Out Loud"    | "Ain't No Mountain High Enough" Because You Loved Me" Don't Cry Out Loud"    | "Ain't No Mountain High Enough" Because You Loved Me" Don't Cry Out Loud"    | "Ain't No Mountain High Enough" Because You Loved Me" Don't Cry Out Loud"    | "Ain't No Mountain High Enough" Because You Loved Me" Don't Cry Out Loud"    | "Ain't No Mountain High Enough" Because You Loved Me" Don't Cry Out Loud"    | "Ain't No Mountain High Enough" Because You Loved Me" Don't Cry Out Loud"    | "Ain't No Mountain High Enough" Because You Loved Me" Don't Cry Out Loud"    | "Ain't No Mountain High Enough" Because You Loved Me" Don't Cry Out Loud"    | "Ain't No Mountain High Enough" Because You Loved Me" Don't Cry Out Loud"    | "Ain't No Mountain High Enough" Because You Loved Me" Don't Cry Out Loud"    | "Ain't No Mountain High Enough" Because You Loved Me" Don't Cry Out Loud"    | "Ain't No Mountain High Enough" Because You Loved Me" Don't Cry Out Loud"    | "Ain't No Mountain High Enough" Because You Loved Me" Don't Cry Out Loud"    | "Ain't No Mountain High Enough" Because You Loved Me" Don't Cry Out Loud"    | "Ain't No Mountain High Enough" Because You Loved Me" Don't Cry Out Loud"    | "Ain't No Mountain High Enough" Because You Loved Me" Don't Cry Out Loud"    | "Ain't No Mountain High Enough" Because You Loved Me" Don't Cry Out Loud"    | "Ain't No Mountain High Enough" Because You Loved Me" Don't Cry Out Loud"    | "Ain't No Mountain High Enough" Because You Loved Me" Don't Cry Out Loud"    | "Ain't No Mountain High Enough" Because You Loved Me" Don't Cry Out Loud"    | "Ain't No Mountain High Enough" Because You Loved Me" Don't Cry Out Loud"    | "Ain't No Mountain High Enough" Because You Loved Me" Don't Cry Out Loud"    | "Ain't No Mountain High Enough" Because You Loved Me" Don't Cry Out Loud"    | "Ain't No Mountain High Enough" Because You Loved Me" Don't Cry Out Loud"    | "Ain't No Mountain High Enough" Because You Loved Me" Don't Cry Out Loud"    | "Ain't No Mountain High Enough" Because You Loved Me" Don't Cry Out Loud"    | "Ain't No Mountain High Enough" Because You Loved Me" Don't Cry Out Loud"    | "Ain't No Mountain High Enough" Because You Loved Me" Don't Cry Out Loud"    | "Ain't No Mountain High Enough" Because You Loved Me" Don't Cry Out Loud"    | "Ain't No Mountain High Enough" Because You Loved Me" Don't Cry Out Loud"    | "Ain't No Mountain High Enough" Because You Loved Me" Don't Cry Out Loud"    | "Ain't No Mountain High Enough" Because You Loved Me" Don't Cry Out Loud"    | "Ain't No Mountain High Enough" Because You Loved Me" Don't Cry Out Loud"    | "Ain't No Mountain High Enough" Because You Loved Me" Don't Cry Out Loud"    | "Ain't No Mountain High Enough" Because You Loved Me" Don't Cry Out Loud"    | "Ain't No Mountain High Enough" Because You Loved Me" Don't Cry Out Loud"    | "Ain't No Mountain High Enough" Because You Loved Me" Don't Cry Out Loud"    | "Ain't No Mountain High Enough" Because You Loved Me" Don't Cry Out Loud"    | "Ain't No Mountain High Enough" Because You Loved Me" Don't Cry Out Loud"    | "Ain't No Mountain High Enough" Because You Loved Me" Don't Cry Out Loud"    | "Ain't No Mountain High Enough" Because You Loved Me" Don't Cry Out Loud"    | "Ain't No Mountain High Enough" Because You Loved Me" Don't Cry Out Loud"    | "Ain't No Mountain High Enough" Because You Loved Me" Don't Cry Out Loud"    | "Ain't No Mountain High Enough" Because You Loved Me" Don't Cry Out Loud"    | "Ain't No Mountain High Enough" Because You Loved Me" Don't Cry Out Loud"    | "Ain't No Mountain High Enough" Because You Loved Me" Don't Cry Out Loud"    | "Ain't No Mountain High Enough" Because You Loved Me" Don't Cry Out Loud"    | "Ain't No Mountain High Enough" Because You Loved Me" Don't Cry Out Loud"    | "Ain't No Mountain High Enough" Because You Loved Me" Don't Cry Out Loud"    | "Ain't No Mountain High Enough" Because You Loved Me" Don't Cry Out Loud"    | "Ain't No Mountain High Enough" Because You Loved Me" Don't Cry Out Loud"    | "Ain't No Mountain High Enough" Because You Loved Me" Don't Cry Out Loud"    | "Ain't No Mountain High Enough" Because You Loved Me" Don't Cry Out Loud"    | "Ain't No Mountain High Enough" Because You Loved Me" Don't Cry Out Loud"    | "Ain't No Mountain High Enough" Because You Loved Me" Don't Cry Out Loud"    | "Ain't No Mountain High Enough" Because You Loved Me" Don't Cry Out Loud"    | "Ain't No Mountain High Enough" Because You Loved Me" Don't Cry Out Loud"    | "Ain't No Mountain High Enough" Because You Loved Me" Don't Cry Out Loud"    | "Ain't No Mountain High Enough" Because You Loved Me" Don't Cry Out Loud"    | "Ain't No Mountain High Enough" Because You Loved Me" Don't Cry Out Loud"    | "Ain't No Mountain High Enough" Because You Loved Me" Don't Cry Out Loud"    | "Ain't No Mountain High Enough" Because You Loved Me" Don't Cry Out Loud"    | "Ain't No Mountain High Enough" Because You Loved Me" Don't Cry Out Loud"    | "Ain't No Mountain High Enough" Because You Loved Me" Don't Cry Out Loud"    | Marvin Gaye & Tammi Terrell Celine Dion The Moments                        | Marvin Gaye & Tammi Terrell Celine Dion The Moments                        | Marvin Gaye & Tammi Terrell Celine Dion The Moments                        | Marvin Gaye & Tammi Terrell Celine Dion The Moments                        | Marvin Gaye & Tammi Terrell Celine Dion The Moments                        | Marvin Gaye & Tammi Terrell Celine Dion The Moments                        | Marvin Gaye & Tammi Terrell Celine Dion The Moments                        | Marvin Gaye & Tammi Terrell Celine Dion The Moments                        | Marvin Gaye & Tammi Terrell Celine Dion The Moments                        | Marvin Gaye & Tammi Terrell Celine Dion The Moments                        | Marvin Gaye & Tammi Terrell Celine Dion The Moments                        | Marvin Gaye & Tammi Terrell Celine Dion The Moments                        | Marvin Gaye & Tammi Terrell Celine Dion The Moments                        | Marvin Gaye & Tammi Terrell Celine Dion The Moments                        | Marvin Gaye & Tammi Terrell Celine Dion The Moments                        | Marvin Gaye & Tammi Terrell Celine Dion The Moments                        | Marvin Gaye & Tammi Terrell Celine Dion The Moments                        | Marvin Gaye & Tammi Terrell Celine Dion The Moments                        | Marvin Gaye & Tammi Terrell Celine Dion The Moments                        | Marvin Gaye & Tammi Terrell Celine Dion The Moments                        | Marvin Gaye & Tammi Terrell Celine Dion The Moments                        | Marvin Gaye & Tammi Terrell Celine Dion The Moments                        | Marvin Gaye & Tammi Terrell Celine Dion The Moments                        | Marvin Gaye & Tammi Terrell Celine Dion The Moments                        | Marvin Gaye & Tammi Terrell Celine Dion The Moments                        | Marvin Gaye & Tammi Terrell Celine Dion The Moments                        | Marvin Gaye & Tammi Terrell Celine Dion The Moments                        | Marvin Gaye & Tammi Terrell Celine Dion The Moments                        | Marvin Gaye & Tammi Terrell Celine Dion The Moments                        | Marvin Gaye & Tammi Terrell Celine Dion The Moments                        | Marvin Gaye & Tammi Terrell Celine Dion The Moments                        | Marvin Gaye & Tammi Terrell Celine Dion The Moments                        | Marvin Gaye & Tammi Terrell Celine Dion The Moments                        | Marvin Gaye & Tammi Terrell Celine Dion The Moments                        | Marvin Gaye & Tammi Terrell Celine Dion The Moments                        | Marvin Gaye & Tammi Terrell Celine Dion The Moments                        | Marvin Gaye & Tammi Terrell Celine Dion The Moments                        | Marvin Gaye & Tammi Terrell Celine Dion The Moments                        | Marvin Gaye & Tammi Terrell Celine Dion The Moments                        | Marvin Gaye & Tammi Terrell Celine Dion The Moments                        | Marvin Gaye & Tammi Terrell Celine Dion The Moments                        | Marvin Gaye & Tammi Terrell Celine Dion The Moments                        | Marvin Gaye & Tammi Terrell Celine Dion The Moments                        | Marvin Gaye & Tammi Terrell Celine Dion The Moments                        | Marvin Gaye & Tammi Terrell Celine Dion The Moments                        | Marvin Gaye & Tammi Terrell Celine Dion The Moments                        | Marvin Gaye & Tammi Terrell Celine Dion The Moments                        | Marvin Gaye & Tammi Terrell Celine Dion The Moments                        | Marvin Gaye & Tammi Terrell Celine Dion The Moments                        | Marvin Gaye & Tammi Terrell Celine Dion The Moments                        | Marvin Gaye & Tammi Terrell Celine Dion The Moments                        | Marvin Gaye & Tammi Terrell Celine Dion The Moments                        | Marvin Gaye & Tammi Terrell Celine Dion The Moments                        | Marvin Gaye & Tammi Terrell Celine Dion The Moments                        | Marvin Gaye & Tammi Terrell Celine Dion The Moments                        | Marvin Gaye & Tammi Terrell Celine Dion The Moments                        | Marvin Gaye & Tammi Terrell Celine Dion The Moments                        | Marvin Gaye & Tammi Terrell Celine Dion The Moments                        | Marvin Gaye & Tammi Terrell Celine Dion The Moments                        | Marvin Gaye & Tammi Terrell Celine Dion The Moments                        | Marvin Gaye & Tammi Terrell Celine Dion The Moments                        | Marvin Gaye & Tammi Terrell Celine Dion The Moments                        | Marvin Gaye & Tammi Terrell Celine Dion The Moments                        | Marvin Gaye & Tammi Terrell Celine Dion The Moments                        | Marvin Gaye & Tammi Terrell Celine Dion The Moments                        | Marvin Gaye & Tammi Terrell Celine Dion The Moments                        | Marvin Gaye & Tammi Terrell Celine Dion The Moments                        | Marvin Gaye & Tammi Terrell Celine Dion The Moments                        | Marvin Gaye & Tammi Terrell Celine Dion The Moments                        | Marvin Gaye & Tammi Terrell Celine Dion The Moments                        | Marvin Gaye & Tammi Terrell Celine Dion The Moments                        | Marvin Gaye & Tammi Terrell Celine Dion The Moments                        | Marvin Gaye & Tammi Terrell Celine Dion The Moments                        | Marvin Gaye & Tammi Terrell Celine Dion The Moments                        | Marvin Gaye & Tammi Terrell Celine Dion The Moments                        | Marvin Gaye & Tammi Terrell Celine Dion The Moments                        | Marvin Gaye & Tammi Terrell Celine Dion The Moments                        | Marvin Gaye & Tammi Terrell Celine Dion The Moments                        | Marvin Gaye & Tammi Terrell Celine Dion The Moments                        | Marvin Gaye & Tammi Terrell Celine Dion The Moments                        | Marvin Gaye & Tammi Terrell Celine Dion The Moments                        | Marvin Gaye & Tammi Terrell Celine Dion The Moments                        | Marvin Gaye & Tammi Terrell Celine Dion The Moments                        | Marvin Gaye & Tammi Terrell Celine Dion The Moments                        | Marvin Gaye & Tammi Terrell Celine Dion The Moments                        | Marvin Gaye & Tammi Terrell Celine Dion The Moments                        | Marvin Gaye & Tammi Terrell Celine Dion The Moments                        | Marvin Gaye & Tammi Terrell Celine Dion The Moments                        | Marvin Gaye & Tammi Terrell Celine Dion The Moments                        | Marvin Gaye & Tammi Terrell Celine Dion The Moments                        | Marvin Gaye & Tammi Terrell Celine Dion The Moments                        | Marvin Gaye & Tammi Terrell Celine Dion The Moments                        | Marvin Gaye & Tammi Terrell Celine Dion The Moments                        | Marvin Gaye & Tammi Terrell Celine Dion The Moments                        | Marvin Gaye & Tammi Terrell Celine Dion The Moments                        | Marvin Gaye & Tammi Terrell Celine Dion The Moments                        | Marvin Gaye & Tammi Terrell Celine Dion The Moments                        | Marvin Gaye & Tammi Terrell Celine Dion The Moments                        | Marvin Gaye & Tammi Terrell Celine Dion The Moments                        | Marvin Gaye & Tammi Terrell Celine Dion The Moments                        | Safe      | Safe      | Safe      | Safe      | Safe      | Safe      | Safe      | Safe      | Safe      | Safe      | Safe      | Safe      | Safe      | Safe      | Safe      | Safe      | Safe      | Safe      | Safe      | Safe      | Safe      | Safe      | Safe      | Safe      | Safe      | Safe      | Safe      | Safe      | Safe      | Safe      | Safe      | Safe      | Safe      | Safe      | Safe      | Safe      | Safe      | Safe      | Safe      | Safe      | Safe      | Safe      | Safe      | Safe      | Safe      | Safe      | Safe      | Safe      | Safe      | Safe      | Safe      | Safe      | Safe      | Safe      | Safe      | Safe      | Safe      | Safe      | Safe      | Safe      | Safe      | Safe      | Safe      | Safe      | Safe      | Safe      | Safe      | Safe      | Safe      | Safe      | Safe      | Safe      | Safe      | Safe      | Safe      | Safe      | Safe      | Safe      | Safe      | Safe      | Safe      | Safe      | Safe      | Safe      | Safe      | Safe      | Safe      | Safe      | Safe      | Safe      | Safe      | Safe      | Safe      | Safe      | Safe      | Safe      | Safe      | Safe      | Safe      | Safe      |
| Finale    | Finale    | Finale    | Finale    | Finale    | Finale    | Finale    | Finale    | Finale    | Finale    | Finale    | Finale    | Finale    | Finale    | Finale    | Finale    | Finale    | Finale    | Finale    | Finale    | Finale    | Finale    | Finale    | Finale    | Finale    | Finale    | Finale    | Finale    | Finale    | Finale    | Finale    | Finale    | Finale    | Finale    | Finale    | Finale    | Finale    | Finale    | Finale    | Finale    | Finale    | Finale    | Finale    | Finale    | Finale    | Finale    | Finale    | Finale    | Finale    | Finale    | Finale    | Finale    | Finale    | Finale    | Finale    | Finale    | Finale    | Finale    | Finale    | Finale    | Finale    | Finale    | Finale    | Finale    | Finale    | Finale    | Finale    | Finale    | Finale    | Finale    | Finale    | Finale    | Finale    | Finale    | Finale    | Finale    | Finale    | Finale    | Finale    | Finale    | Finale    | Finale    | Finale    | Finale    | Finale    | Finale    | Finale    | Finale    | Finale    | Finale    | Finale    | Finale    | Finale    | Finale    | Finale    | Finale    | Finale    | Finale    | Finale    | Finale    | "I Believe" "No More Tears (Enough Is Enough)" "Don't Cry Out Loud" (Encore) | "I Believe" "No More Tears (Enough Is Enough)" "Don't Cry Out Loud" (Encore) | "I Believe" "No More Tears (Enough Is Enough)" "Don't Cry Out Loud" (Encore) | "I Believe" "No More Tears (Enough Is Enough)" "Don't Cry Out Loud" (Encore) | "I Believe" "No More Tears (Enough Is Enough)" "Don't Cry Out Loud" (Encore) | "I Believe" "No More Tears (Enough Is Enough)" "Don't Cry Out Loud" (Encore) | "I Believe" "No More Tears (Enough Is Enough)" "Don't Cry Out Loud" (Encore) | "I Believe" "No More Tears (Enough Is Enough)" "Don't Cry Out Loud" (Encore) | "I Believe" "No More Tears (Enough Is Enough)" "Don't Cry Out Loud" (Encore) | "I Believe" "No More Tears (Enough Is Enough)" "Don't Cry Out Loud" (Encore) | "I Believe" "No More Tears (Enough Is Enough)" "Don't Cry Out Loud" (Encore) | "I Believe" "No More Tears (Enough Is Enough)" "Don't Cry Out Loud" (Encore) | "I Believe" "No More Tears (Enough Is Enough)" "Don't Cry Out Loud" (Encore) | "I Believe" "No More Tears (Enough Is Enough)" "Don't Cry Out Loud" (Encore) | "I Believe" "No More Tears (Enough Is Enough)" "Don't Cry Out Loud" (Encore) | "I Believe" "No More Tears (Enough Is Enough)" "Don't Cry Out Loud" (Encore) | "I Believe" "No More Tears (Enough Is Enough)" "Don't Cry Out Loud" (Encore) | "I Believe" "No More Tears (Enough Is Enough)" "Don't Cry Out Loud" (Encore) | "I Believe" "No More Tears (Enough Is Enough)" "Don't Cry Out Loud" (Encore) | "I Believe" "No More Tears (Enough Is Enough)" "Don't Cry Out Loud" (Encore) | "I Believe" "No More Tears (Enough Is Enough)" "Don't Cry Out Loud" (Encore) | "I Believe" "No More Tears (Enough Is Enough)" "Don't Cry Out Loud" (Encore) | "I Believe" "No More Tears (Enough Is Enough)" "Don't Cry Out Loud" (Encore) | "I Believe" "No More Tears (Enough Is Enough)" "Don't Cry Out Loud" (Encore) | "I Believe" "No More Tears (Enough Is Enough)" "Don't Cry Out Loud" (Encore) | "I Believe" "No More Tears (Enough Is Enough)" "Don't Cry Out Loud" (Encore) | "I Believe" "No More Tears (Enough Is Enough)" "Don't Cry Out Loud" (Encore) | "I Believe" "No More Tears (Enough Is Enough)" "Don't Cry Out Loud" (Encore) | "I Believe" "No More Tears (Enough Is Enough)" "Don't Cry Out Loud" (Encore) | "I Believe" "No More Tears (Enough Is Enough)" "Don't Cry Out Loud" (Encore) | "I Believe" "No More Tears (Enough Is Enough)" "Don't Cry Out Loud" (Encore) | "I Believe" "No More Tears (Enough Is Enough)" "Don't Cry Out Loud" (Encore) | "I Believe" "No More Tears (Enough Is Enough)" "Don't Cry Out Loud" (Encore) | "I Believe" "No More Tears (Enough Is Enough)" "Don't Cry Out Loud" (Encore) | "I Believe" "No More Tears (Enough Is Enough)" "Don't Cry Out Loud" (Encore) | "I Believe" "No More Tears (Enough Is Enough)" "Don't Cry Out Loud" (Encore) | "I Believe" "No More Tears (Enough Is Enough)" "Don't Cry Out Loud" (Encore) | "I Believe" "No More Tears (Enough Is Enough)" "Don't Cry Out Loud" (Encore) | "I Believe" "No More Tears (Enough Is Enough)" "Don't Cry Out Loud" (Encore) | "I Believe" "No More Tears (Enough Is Enough)" "Don't Cry Out Loud" (Encore) | "I Believe" "No More Tears (Enough Is Enough)" "Don't Cry Out Loud" (Encore) | "I Believe" "No More Tears (Enough Is Enough)" "Don't Cry Out Loud" (Encore) | "I Believe" "No More Tears (Enough Is Enough)" "Don't Cry Out Loud" (Encore) | "I Believe" "No More Tears (Enough Is Enough)" "Don't Cry Out Loud" (Encore) | "I Believe" "No More Tears (Enough Is Enough)" "Don't Cry Out Loud" (Encore) | "I Believe" "No More Tears (Enough Is Enough)" "Don't Cry Out Loud" (Encore) | "I Believe" "No More Tears (Enough Is Enough)" "Don't Cry Out Loud" (Encore) | "I Believe" "No More Tears (Enough Is Enough)" "Don't Cry Out Loud" (Encore) | "I Believe" "No More Tears (Enough Is Enough)" "Don't Cry Out Loud" (Encore) | "I Believe" "No More Tears (Enough Is Enough)" "Don't Cry Out Loud" (Encore) | "I Believe" "No More Tears (Enough Is Enough)" "Don't Cry Out Loud" (Encore) | "I Believe" "No More Tears (Enough Is Enough)" "Don't Cry Out Loud" (Encore) | "I Believe" "No More Tears (Enough Is Enough)" "Don't Cry Out Loud" (Encore) | "I Believe" "No More Tears (Enough Is Enough)" "Don't Cry Out Loud" (Encore) | "I Believe" "No More Tears (Enough Is Enough)" "Don't Cry Out Loud" (Encore) | "I Believe" "No More Tears (Enough Is Enough)" "Don't Cry Out Loud" (Encore) | "I Believe" "No More Tears (Enough Is Enough)" "Don't Cry Out Loud" (Encore) | "I Believe" "No More Tears (Enough Is Enough)" "Don't Cry Out Loud" (Encore) | "I Believe" "No More Tears (Enough Is Enough)" "Don't Cry Out Loud" (Encore) | "I Believe" "No More Tears (Enough Is Enough)" "Don't Cry Out Loud" (Encore) | "I Believe" "No More Tears (Enough Is Enough)" "Don't Cry Out Loud" (Encore) | "I Believe" "No More Tears (Enough Is Enough)" "Don't Cry Out Loud" (Encore) | "I Believe" "No More Tears (Enough Is Enough)" "Don't Cry Out Loud" (Encore) | "I Believe" "No More Tears (Enough Is Enough)" "Don't Cry Out Loud" (Encore) | "I Believe" "No More Tears (Enough Is Enough)" "Don't Cry Out Loud" (Encore) | "I Believe" "No More Tears (Enough Is Enough)" "Don't Cry Out Loud" (Encore) | "I Believe" "No More Tears (Enough Is Enough)" "Don't Cry Out Loud" (Encore) | "I Believe" "No More Tears (Enough Is Enough)" "Don't Cry Out Loud" (Encore) | "I Believe" "No More Tears (Enough Is Enough)" "Don't Cry Out Loud" (Encore) | "I Believe" "No More Tears (Enough Is Enough)" "Don't Cry Out Loud" (Encore) | "I Believe" "No More Tears (Enough Is Enough)" "Don't Cry Out Loud" (Encore) | "I Believe" "No More Tears (Enough Is Enough)" "Don't Cry Out Loud" (Encore) | "I Believe" "No More Tears (Enough Is Enough)" "Don't Cry Out Loud" (Encore) | "I Believe" "No More Tears (Enough Is Enough)" "Don't Cry Out Loud" (Encore) | "I Believe" "No More Tears (Enough Is Enough)" "Don't Cry Out Loud" (Encore) | "I Believe" "No More Tears (Enough Is Enough)" "Don't Cry Out Loud" (Encore) | "I Believe" "No More Tears (Enough Is Enough)" "Don't Cry Out Loud" (Encore) | "I Believe" "No More Tears (Enough Is Enough)" "Don't Cry Out Loud" (Encore) | "I Believe" "No More Tears (Enough Is Enough)" "Don't Cry Out Loud" (Encore) | "I Believe" "No More Tears (Enough Is Enough)" "Don't Cry Out Loud" (Encore) | "I Believe" "No More Tears (Enough Is Enough)" "Don't Cry Out Loud" (Encore) | "I Believe" "No More Tears (Enough Is Enough)" "Don't Cry Out Loud" (Encore) | "I Believe" "No More Tears (Enough Is Enough)" "Don't Cry Out Loud" (Encore) | "I Believe" "No More Tears (Enough Is Enough)" "Don't Cry Out Loud" (Encore) | "I Believe" "No More Tears (Enough Is Enough)" "Don't Cry Out Loud" (Encore) | "I Believe" "No More Tears (Enough Is Enough)" "Don't Cry Out Loud" (Encore) | "I Believe" "No More Tears (Enough Is Enough)" "Don't Cry Out Loud" (Encore) | "I Believe" "No More Tears (Enough Is Enough)" "Don't Cry Out Loud" (Encore) | "I Believe" "No More Tears (Enough Is Enough)" "Don't Cry Out Loud" (Encore) | "I Believe" "No More Tears (Enough Is Enough)" "Don't Cry Out Loud" (Encore) | "I Believe" "No More Tears (Enough Is Enough)" "Don't Cry Out Loud" (Encore) | "I Believe" "No More Tears (Enough Is Enough)" "Don't Cry Out Loud" (Encore) | "I Believe" "No More Tears (Enough Is Enough)" "Don't Cry Out Loud" (Encore) | "I Believe" "No More Tears (Enough Is Enough)" "Don't Cry Out Loud" (Encore) | "I Believe" "No More Tears (Enough Is Enough)" "Don't Cry Out Loud" (Encore) | "I Believe" "No More Tears (Enough Is Enough)" "Don't Cry Out Loud" (Encore) | "I Believe" "No More Tears (Enough Is Enough)" "Don't Cry Out Loud" (Encore) | "I Believe" "No More Tears (Enough Is Enough)" "Don't Cry Out Loud" (Encore) | "I Believe" "No More Tears (Enough Is Enough)" "Don't Cry Out Loud" (Encore) | "I Believe" "No More Tears (Enough Is Enough)" "Don't Cry Out Loud" (Encore) | Fantasia Barrino/Diana DeGarmo Donna Summer & Barbra Streisand The Moments | Fantasia Barrino/Diana DeGarmo Donna Summer & Barbra Streisand The Moments | Fantasia Barrino/Diana DeGarmo Donna Summer & Barbra Streisand The Moments | Fantasia Barrino/Diana DeGarmo Donna Summer & Barbra Streisand The Moments | Fantasia Barrino/Diana DeGarmo Donna Summer & Barbra Streisand The Moments | Fantasia Barrino/Diana DeGarmo Donna Summer & Barbra Streisand The Moments | Fantasia Barrino/Diana DeGarmo Donna Summer & Barbra Streisand The Moments | Fantasia Barrino/Diana DeGarmo Donna Summer & Barbra Streisand The Moments | Fantasia Barrino/Diana DeGarmo Donna Summer & Barbra Streisand The Moments | Fantasia Barrino/Diana DeGarmo Donna Summer & Barbra Streisand The Moments | Fantasia Barrino/Diana DeGarmo Donna Summer & Barbra Streisand The Moments | Fantasia Barrino/Diana DeGarmo Donna Summer & Barbra Streisand The Moments | Fantasia Barrino/Diana DeGarmo Donna Summer & Barbra Streisand The Moments | Fantasia Barrino/Diana DeGarmo Donna Summer & Barbra Streisand The Moments | Fantasia Barrino/Diana DeGarmo Donna Summer & Barbra Streisand The Moments | Fantasia Barrino/Diana DeGarmo Donna Summer & Barbra Streisand The Moments | Fantasia Barrino/Diana DeGarmo Donna Summer & Barbra Streisand The Moments | Fantasia Barrino/Diana DeGarmo Donna Summer & Barbra Streisand The Moments | Fantasia Barrino/Diana DeGarmo Donna Summer & Barbra Streisand The Moments | Fantasia Barrino/Diana DeGarmo Donna Summer & Barbra Streisand The Moments | Fantasia Barrino/Diana DeGarmo Donna Summer & Barbra Streisand The Moments | Fantasia Barrino/Diana DeGarmo Donna Summer & Barbra Streisand The Moments | Fantasia Barrino/Diana DeGarmo Donna Summer & Barbra Streisand The Moments | Fantasia Barrino/Diana DeGarmo Donna Summer & Barbra Streisand The Moments | Fantasia Barrino/Diana DeGarmo Donna Summer & Barbra Streisand The Moments | Fantasia Barrino/Diana DeGarmo Donna Summer & Barbra Streisand The Moments | Fantasia Barrino/Diana DeGarmo Donna Summer & Barbra Streisand The Moments | Fantasia Barrino/Diana DeGarmo Donna Summer & Barbra Streisand The Moments | Fantasia Barrino/Diana DeGarmo Donna Summer & Barbra Streisand The Moments | Fantasia Barrino/Diana DeGarmo Donna Summer & Barbra Streisand The Moments | Fantasia Barrino/Diana DeGarmo Donna Summer & Barbra Streisand The Moments | Fantasia Barrino/Diana DeGarmo Donna Summer & Barbra Streisand The Moments | Fantasia Barrino/Diana DeGarmo Donna Summer & Barbra Streisand The Moments | Fantasia Barrino/Diana DeGarmo Donna Summer & Barbra Streisand The Moments | Fantasia Barrino/Diana DeGarmo Donna Summer & Barbra Streisand The Moments | Fantasia Barrino/Diana DeGarmo Donna Summer & Barbra Streisand The Moments | Fantasia Barrino/Diana DeGarmo Donna Summer & Barbra Streisand The Moments | Fantasia Barrino/Diana DeGarmo Donna Summer & Barbra Streisand The Moments | Fantasia Barrino/Diana DeGarmo Donna Summer & Barbra Streisand The Moments | Fantasia Barrino/Diana DeGarmo Donna Summer & Barbra Streisand The Moments | Fantasia Barrino/Diana DeGarmo Donna Summer & Barbra Streisand The Moments | Fantasia Barrino/Diana DeGarmo Donna Summer & Barbra Streisand The Moments | Fantasia Barrino/Diana DeGarmo Donna Summer & Barbra Streisand The Moments | Fantasia Barrino/Diana DeGarmo Donna Summer & Barbra Streisand The Moments | Fantasia Barrino/Diana DeGarmo Donna Summer & Barbra Streisand The Moments | Fantasia Barrino/Diana DeGarmo Donna Summer & Barbra Streisand The Moments | Fantasia Barrino/Diana DeGarmo Donna Summer & Barbra Streisand The Moments | Fantasia Barrino/Diana DeGarmo Donna Summer & Barbra Streisand The Moments | Fantasia Barrino/Diana DeGarmo Donna Summer & Barbra Streisand The Moments | Fantasia Barrino/Diana DeGarmo Donna Summer & Barbra Streisand The Moments | Fantasia Barrino/Diana DeGarmo Donna Summer & Barbra Streisand The Moments | Fantasia Barrino/Diana DeGarmo Donna Summer & Barbra Streisand The Moments | Fantasia Barrino/Diana DeGarmo Donna Summer & Barbra Streisand The Moments | Fantasia Barrino/Diana DeGarmo Donna Summer & Barbra Streisand The Moments | Fantasia Barrino/Diana DeGarmo Donna Summer & Barbra Streisand The Moments | Fantasia Barrino/Diana DeGarmo Donna Summer & Barbra Streisand The Moments | Fantasia Barrino/Diana DeGarmo Donna Summer & Barbra Streisand The Moments | Fantasia Barrino/Diana DeGarmo Donna Summer & Barbra Streisand The Moments | Fantasia Barrino/Diana DeGarmo Donna Summer & Barbra Streisand The Moments | Fantasia Barrino/Diana DeGarmo Donna Summer & Barbra Streisand The Moments | Fantasia Barrino/Diana DeGarmo Donna Summer & Barbra Streisand The Moments | Fantasia Barrino/Diana DeGarmo Donna Summer & Barbra Streisand The Moments | Fantasia Barrino/Diana DeGarmo Donna Summer & Barbra Streisand The Moments | Fantasia Barrino/Diana DeGarmo Donna Summer & Barbra Streisand The Moments | Fantasia Barrino/Diana DeGarmo Donna Summer & Barbra Streisand The Moments | Fantasia Barrino/Diana DeGarmo Donna Summer & Barbra Streisand The Moments | Fantasia Barrino/Diana DeGarmo Donna Summer & Barbra Streisand The Moments | Fantasia Barrino/Diana DeGarmo Donna Summer & Barbra Streisand The Moments | Fantasia Barrino/Diana DeGarmo Donna Summer & Barbra Streisand The Moments | Fantasia Barrino/Diana DeGarmo Donna Summer & Barbra Streisand The Moments | Fantasia Barrino/Diana DeGarmo Donna Summer & Barbra Streisand The Moments | Fantasia Barrino/Diana DeGarmo Donna Summer & Barbra Streisand The Moments | Fantasia Barrino/Diana DeGarmo Donna Summer & Barbra Streisand The Moments | Fantasia Barrino/Diana DeGarmo Donna Summer & Barbra Streisand The Moments | Fantasia Barrino/Diana DeGarmo Donna Summer & Barbra Streisand The Moments | Fantasia Barrino/Diana DeGarmo Donna Summer & Barbra Streisand The Moments | Fantasia Barrino/Diana DeGarmo Donna Summer & Barbra Streisand The Moments | Fantasia Barrino/Diana DeGarmo Donna Summer & Barbra Streisand The Moments | Fantasia Barrino/Diana DeGarmo Donna Summer & Barbra Streisand The Moments | Fantasia Barrino/Diana DeGarmo Donna Summer & Barbra Streisand The Moments | Fantasia Barrino/Diana DeGarmo Donna Summer & Barbra Streisand The Moments | Fantasia Barrino/Diana DeGarmo Donna Summer & Barbra Streisand The Moments | Fantasia Barrino/Diana DeGarmo Donna Summer & Barbra Streisand The Moments | Fantasia Barrino/Diana DeGarmo Donna Summer & Barbra Streisand The Moments | Fantasia Barrino/Diana DeGarmo Donna Summer & Barbra Streisand The Moments | Fantasia Barrino/Diana DeGarmo Donna Summer & Barbra Streisand The Moments | Fantasia Barrino/Diana DeGarmo Donna Summer & Barbra Streisand The Moments | Fantasia Barrino/Diana DeGarmo Donna Summer & Barbra Streisand The Moments | Fantasia Barrino/Diana DeGarmo Donna Summer & Barbra Streisand The Moments | Fantasia Barrino/Diana DeGarmo Donna Summer & Barbra Streisand The Moments | Fantasia Barrino/Diana DeGarmo Donna Summer & Barbra Streisand The Moments | Fantasia Barrino/Diana DeGarmo Donna Summer & Barbra Streisand The Moments | Fantasia Barrino/Diana DeGarmo Donna Summer & Barbra Streisand The Moments | Fantasia Barrino/Diana DeGarmo Donna Summer & Barbra Streisand The Moments | Fantasia Barrino/Diana DeGarmo Donna Summer & Barbra Streisand The Moments | Fantasia Barrino/Diana DeGarmo Donna Summer & Barbra Streisand The Moments | Fantasia Barrino/Diana DeGarmo Donna Summer & Barbra Streisand The Moments | Fantasia Barrino/Diana DeGarmo Donna Summer & Barbra Streisand The Moments | Fantasia Barrino/Diana DeGarmo Donna Summer & Barbra Streisand The Moments | Fantasia Barrino/Diana DeGarmo Donna Summer & Barbra Streisand The Moments | Runner-Up | Runner-Up | Runner-Up | Runner-Up | Runner-Up | Runner-Up | Runner-Up | Runner-Up | Runner-Up | Runner-Up | Runner-Up | Runner-Up | Runner-Up | Runner-Up | Runner-Up | Runner-Up | Runner-Up | Runner-Up | Runner-Up | Runner-Up | Runner-Up | Runner-Up | Runner-Up | Runner-Up | Runner-Up | Runner-Up | Runner-Up | Runner-Up | Runner-Up | Runner-Up | Runner-Up | Runner-Up | Runner-Up | Runner-Up | Runner-Up | Runner-Up | Runner-Up | Runner-Up | Runner-Up | Runner-Up | Runner-Up | Runner-Up | Runner-Up | Runner-Up | Runner-Up | Runner-Up | Runner-Up | Runner-Up | Runner-Up | Runner-Up | Runner-Up | Runner-Up | Runner-Up | Runner-Up | Runner-Up | Runner-Up | Runner-Up | Runner-Up | Runner-Up | Runner-Up | Runner-Up | Runner-Up | Runner-Up | Runner-Up | Runner-Up | Runner-Up | Runner-Up | Runner-Up | Runner-Up | Runner-Up | Runner-Up | Runner-Up | Runner-Up | Runner-Up | Runner-Up | Runner-Up | Runner-Up | Runner-Up | Runner-Up | Runner-Up | Runner-Up | Runner-Up | Runner-Up | Runner-Up | Runner-Up | Runner-Up | Runner-Up | Runner-Up | Runner-Up | Runner-Up | Runner-Up | Runner-Up | Runner-Up | Runner-Up | Runner-Up | Runner-Up | Runner-Up | Runner-Up | Runner-Up | Runner-Up |

## Discographie

### Albums
| information |
| --- |
| Blue Skies - Released: 7 décembre 2004 - Peak chart positions: - 52 U.S. - U.S. sales: 168,000 - RIAA certification: n/a - Label: RCA Records - "Dreams" - "Emotional" |
| Unplugged in Nashville (EP) - Released: 27 février 2009 - Digital distribution through iTunes, Amazon, Rhapsody                                                        |
| Live to Love (EP) - Released: 22 mai 2012 - Digital distribution through iTunes, Amazon, Rhapsody                                                                      |
| Gemini - Released: 2 août 2019 - Digital distribution through iTunes, Amazon, Rhapsody                                                                                 |

### Singles
| Year | Titre          | Classement | Classement | Album                                           |
| Year | Titre          | US         | CAN        | Album                                           |
| ---- | -------------- | ---------- | ---------- | ----------------------------------------------- |
| 2004 | "Dreams"       | 14         | 2          | Non-album single                                |
| 2004 | "Emotional"    | —          | —          | Blue Skies                                      |
| 2012 | "Good Goodbye" | -          | -          | Non-album song; featured on Les Feux de l'amour |

### Autres
| chanson                                                                                                 |
| --- |
| "Reaching for Heaven" - From: Ice Princess Original Soundtrack - Released: 15 mars 2005                 |
| "I Wish" - From: What I Wanna Be When I Grow Up - The Songs of Scott Alan - Released: 1er novembre 2010 |

## Filmographie
- 1996 : Kiss and Tell (en) (téléfilm) : Cindy
- 2006 : The Fairly OddParents (série télévisée) : Cosmo (la voix chantante)
- 2006 : The Fairly OddParents in Fairy Idol (téléfilm) : Cosmo (la voix chantante)
- 2011-2012 : Les Feux de l'amour (série télévisée) : Angelina Veneziano
- 2012 : La Première Chevauchée de Wyatt Earp (Wyatt Earp's Revenge) : Dora
- 2013 : Planet 360 (série télévisée)
- 2015 : Alto : Frankie Del Vecchio
- 2016 : Sing It! (série télévisée) : Darcy
- 2016 : After the Sun Fell : Piper